# Jimmy Carter
James Earl Carter Jr. (n. 1 octombrie 1924, Plains⁠(d), Georgia, SUA – d. 29 decembrie 2024, Plains⁠(d), Georgia, SUA) a fost un om de stat și umanitarist american care a fost al 39-lea președinte al Statelor Unite între 1977 și 1981. Membru al Partidului Democrat, Carter a fost al 76-lea guvernator al Georgiei⁠(d) între 1971 și 1975, și senator în statul Georgia între 1963 și 1967. La 100 de ani, a fost cel mai vârstnic fost președinte al SUA, cel mai longeviv președinte din istoria SUA și primul fost președinte american din istorie care a împlinit vârsta de 100 de ani.
Carter s-a născut și a crescut în Plains, Georgia. A absolvit Academia Navală a SUA în 1946 și a intrat în serviciul de submarine al Marinei Americane. După stagiul militar s-a întors acasă și a repornit afacerea de cultivare de arahide a familiei. Și-a manifestat apoi opoziția față de segregarea rasială, a susținut mișcarea pentru drepturi civile și a devenit activist în cadrul Partidului Democrat. A fost ales în Senatul statului Georgia în care a servit între 1963 și 1967 și apoi a fost guvernator al Georgiei între 1971 și 1975. A intrat în cursă necunoscut în afara Georgiei, dar a obținut nominalizarea pentru candidatura prezidențială din partea Partidului Democrat și apoi l-a învins într-o cursă strânsă pe președintele republican Gerald Ford la alegerile prezidențiale americane din 1976⁠(d).
Carter i-a grațiat pe toți cei care au evitat serviciul militar în războiul din Vietnam⁠(d) în a doua zi de mandat. El a creat o politică energetică națională care a inclus conservarea, controlul prețurilor și noi tehnologii. Carter a negociat cu succes Acordurile de la Camp David, Tratatele Canalului Panama⁠(d) și a purtat a doua rundă de discuții privind limitarea armelor strategice. S-a confruntat și cu stagflația. Administrația sa a înființat Departamentul de Energie al SUA⁠(d) și Departamentul Educației. Sfârșitul președinției sale a fost marcat de criza ostaticilor din Iran⁠(d), o criză energetică⁠(d), accidentul de la Three Mile Island, Revoluția din Nicaragua⁠(d) și invazia sovietică a Afganistanului. Ca răspuns la aceasta din urmă, Carter a escaladat Războiul Rece punând capăt destinderii, impunând un embargo pe cereale împotriva sovieticilor⁠(d), enunțând Doctrina Carter⁠(d) și conducând boicotul multinațional al Jocurilor Olimpice de vară din 1980 de la Moscova⁠(d) . El a pierdut detașat alegerile prezidențiale din 1980⁠(d) în fața lui Ronald Reagan, candidatul republican.
După ce a părăsit președinția, Carter a înființat Centrul Carter⁠(d) pentru promovarea și extinderea drepturilor omului; în 2002 a primit Premiul Nobel pentru Pace pentru munca sa legată de acestea. El a călătorit mult pentru a efectua negocieri de pace, a monitoriza alegerile și pentru a continua eradicarea bolilor infecțioase. Carter a fost o figură-cheie în organizația nonprofit pentru locuințe Habitat for Humanity. De asemenea, a scris numeroase cărți, de la memorii politice la poezie, continuând în același timp să comenteze despre afacerile globale, inclusiv două cărți despre conflictul israeliano-palestinian în care critică modul în care Israelul i-a tratat pe palestinieni, comparându-l cu apartheidul. Sondajele istoricilor și politologilor îl clasează în general pe Carter drept un președinte sub medie, deși atât istoricii, cât și publicul văd mai favorabil activitățile sale post-prezidențiale⁠(d). Cu o durată de 44 de ani, post-președinția lui Carter a fost cea mai lungă din istoria SUA.

## Începutul vieții

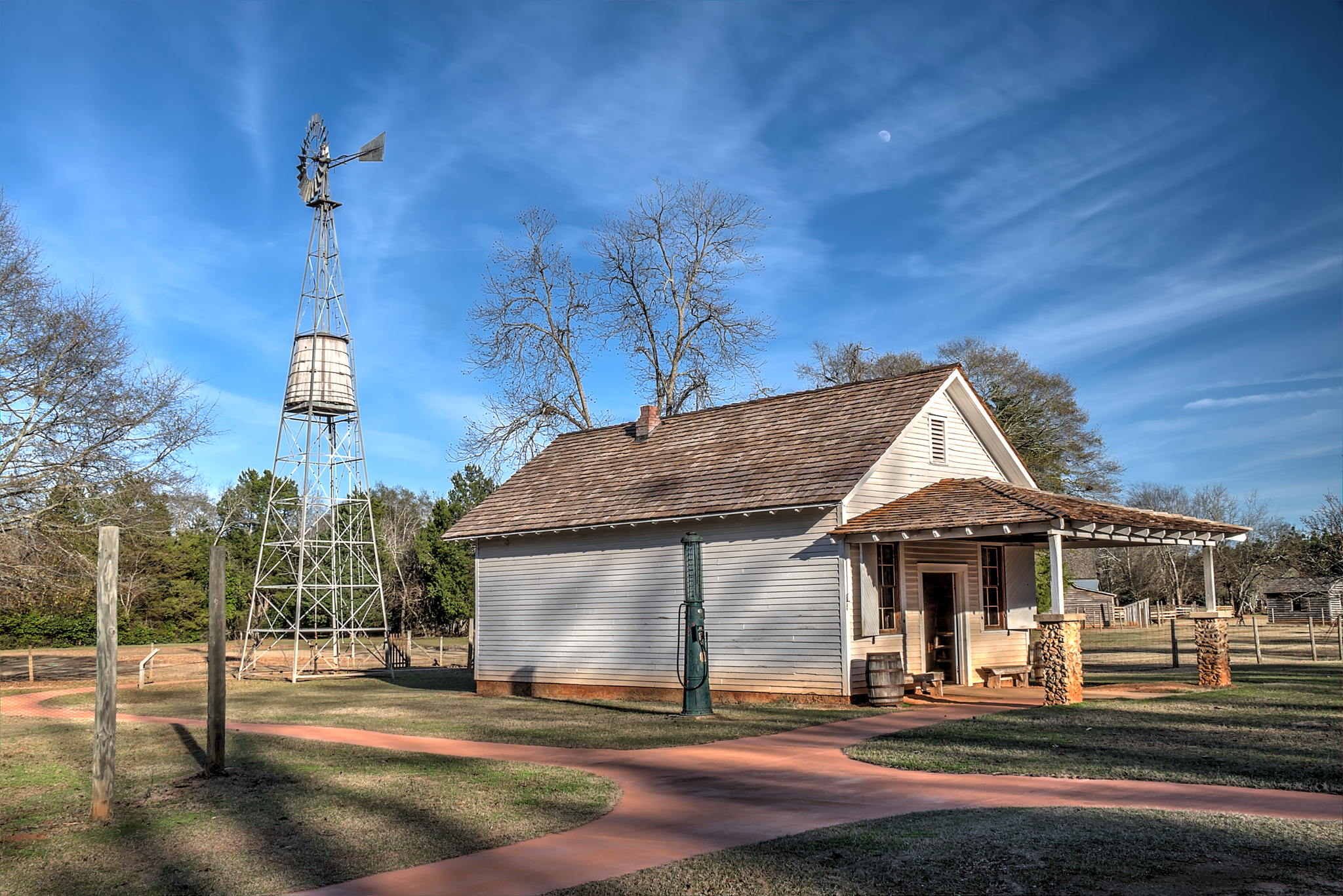
Prăvălia familiei Carter, parte din, din

James Earl Carter Jr. s-a născut la 1 octombrie 1924, în Plains, Georgia⁠(d), la Wise Sanitarium⁠(d), unde mama sa lucra ca asistentă medicală. Carter a devenit astfel primul președinte american născut într-un spital. El a fost cel mai mare copil al lui Bessie Lillian Gordy și James Earl Carter Sr.,(p70) și un descendent al imigrantului englez Thomas Carter, care s-a stabilit în Colonia Virginia în 1635. Numeroase generații ale familiei Carter au trăit ca cultivatori de bumbac în Georgia. Plains era un oraș în plină expansiune, dar avea doar 600 de locuitori la momentul nașterii lui Carter. Tatăl său era un antreprenor local de succes, care conducea un magazin general⁠(d) și investea în terenuri agricole. Tatăl lui Carter servise anterior ca sublocotenent de rezervă în Corpul de intendență al armatei americane în timpul Primului Război Mondial.
Familia s-a mutat de mai multe ori în vremea copilăriei lui Carter, stabilindu-se pe un drum de pământ de lângă Archery⁠(d), localitate aproape în întregime populată de familii sărace afro-americane. În cele din urmă, familia lui a mai avut trei copii: Gloria, Ruth și Billy. S-a înțeles bine cu părinții săi. Mama lui lipsea adesea, muncind ore îndelungate. Deși tatăl său era ferm pro-segregare⁠(d), el i-a permis totuși lui Jimmy să se împrietenească cu copiii argaților de fermă negri. Carter era un adolescent întreprinzător căruia i s-a oferit 0,4 ha de teren agricol de pe ferma lui Earl, unde a cultivat, a ambalat și a vândut arahide. El a și cumpărat o secțiune de locuințe pe care le-a dat cu chirie.

### Educația
Carter a urmat Liceul din Plains din 1937 până în 1941, absolvind clasa a XI-a, deoarece școala nu avea clasa a XII-a. Până atunci, Archery și Plains fuseseră sărăcite de Marea Criză Economică, dar familia a beneficiat de subvenții agricole în cadrul politicii New Deal, iar tatăl lui Carter a preluat o poziție de lider al comunității. Carter însuși era un student harnic, cu o pasiune pentru lectură.(p8) Conform unei anecdote populare, el ar fi fost trecut cu vederea pentru titlul de șef de promoție⁠(d) după ce el și prietenii săi ar fi chiulit de la școală pentru a se aventura în centrul orașului într-un Hot rod⁠(d). Absențele nemotivate ale lui Carter au fost menționate într-un ziar local, deși nu este clar dacă din cauza lor nu a fost șef de promoție. În adolescență, Carter a jucat în echipa de baschet a Liceului Plains și s-a alăturat și organizației Future Farmers of America, ceea ce l-a ajutat să dezvolte un interes pentru pentru prelucrarea lemnului.
Carter visase de mult să urmeze Academia Navală a Statelor Unite. În 1941, a început cursurile de licență în inginerie la Georgia Southwestern College⁠(d) din apropiere de Americus, Georgia.(p99) În anul următor, s-a transferat la Institutul de Tehnologie al Georgiei din Atlanta, unde era președinte promotorul drepturilor civile Blake Van Leer⁠(d). În 1943, a fost admis la Academia Navală, pe la care a absolvit-o cu diplomă de licență în științe⁠(d) în 1946.(p38) A fost un student bun, dar era considerat rezervat și tăcut, în contrast cu cultura școlii de rituale de inaugurare agresive.(p62) În timp ce era la academie, Carter s-a îndrăgostit de Rosalynn Smith, o prietenă a surorii sale Ruth. Cei doi s-au căsătorit la scurt timp după absolvirea sa în 1946 și au rămas căsătoriți până la moartea ei, pe 19 noiembrie 2023. A fost un jucător de Sprint football⁠(d) pentru Navy Midshipmen⁠(d). Carter a absolvit al 60-lea din 821 de aspiranți din promoția 1947 cu o diplomă de licență în științe și a fost înrolat cu grad de aspirant⁠(d).

## Cariera navală

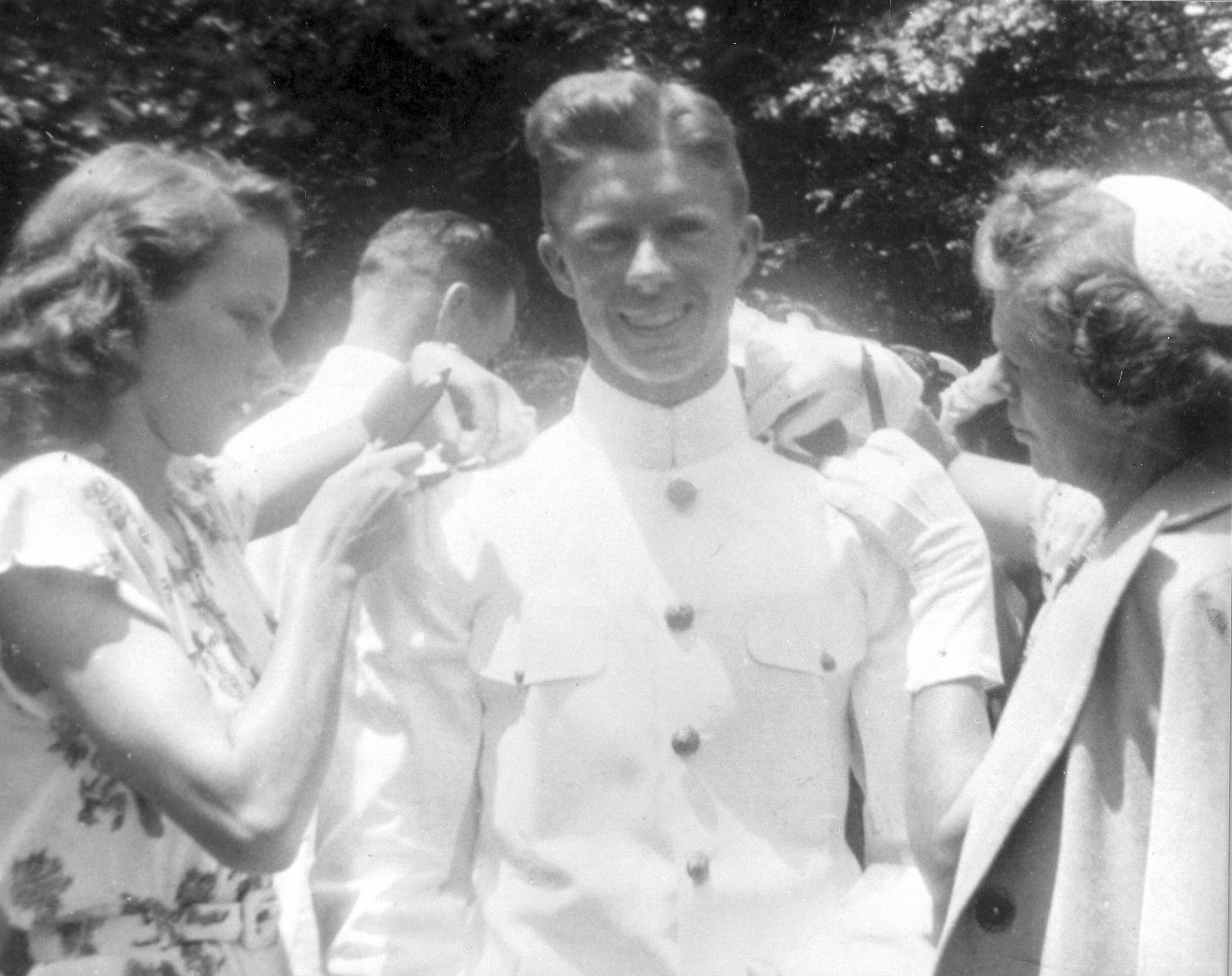
Carter cu Rosalynn Smith și cu mama lui la absolvirea Academiei Navale a Statelor Unite la Annapolis, Maryland,

Din 1946 până în 1953, soții Carter au trăit în Virginia, Hawaii, Connecticut, New York și California, în timpul desfășurărilor sale în Flotele Atlanticului și Pacificului. În 1948, a început pregătirea ofițerilor pentru serviciul submarin și a servit la bordul navei USS Pomfret⁠(en)[traduceți]. A fost promovat la gradul de sublocotenent junior în 1949, iar serviciul său la bordul lui Pomfret a inclus o patrulare de război simulată pe coasta de vest a Pacificului și a Chinei din ianuarie până în martie a acelui an. În 1951 a fost repartizat pe USS K-1 (SSK-1)⁠(en)[traduceți] diesel/electric, calificat pentru comandă și a servit în mai multe poziții, inclusiv ofițer executiv.
În 1952, a început o asociere cu programul de submarine nucleare⁠(d) al Marinei, condus pe atunci de căpitanul Hyman G. Rickover⁠(d). Rickover avea standarde și cerințe înalte pentru oamenii și mașinile sale, iar Carter a spus mai târziu că, alături de părinții săi, Rickover a avut cea mai mare influență asupra vieții sale. A fost trimis la Filiala Reactoare Navale a Comisiei pentru Energie Atomică din Washington, DC pentru o misiune temporară de trei luni, în timp ce Rosalynn s-a mutat cu copiii lor la Schenectady, New York.
Pe 12 decembrie 1952, un accident cu reactorul experimental NRX de la Laboratoarele Chalk River ale Atomic Energy of Canada a provocat o topire parțială, ducând la inundarea subsolului clădirii reactorului cu milioane de litri de apă radioactivă, și la distrugerea miezului reactorului. Lui Carter i s-a ordonat să meargă la Chalk River pentru a conduce un echipaj american de întreținere care s-a alăturat altor echipaje de americane și canadiene pentru a ajuta la oprirea reactorului. Procesul minuțios impunea fiecărui membru al echipajului să îmbrace echipament de protecție și să fie coborât individual în reactor timp de câte 90 de secunde, limitându-și expunerea la radioactivitate în timp ce dezasamblau reactorul paralizat. Când Carter a fost coborât, treaba lui era pur și simplu să rotească un singur șurub. În timpul și după președinția sa, Carter a spus că experiența sa la Chalk River i-a modelat opiniile despre energia atomică și l-a determinat să înceteze dezvoltarea unei bombe cu neutroni⁠(d).
În martie 1953, Carter a început un curs de șase luni de operare de centrale nucleare la Union College din Schenectady. Intenția lui a fost să lucreze în cele din urmă la bordul USS Seawolf⁠(en)[traduceți], care trebuia să fie al doilea submarin nuclear american. Planurile lui s-au schimbat când tatăl său a murit de cancer pancreatic în iulie, cu două luni înainte de începerea construcției lui Seawolf, iar Carter a obținut o permisie din serviciul activ pentru a putea prelua afacerea cu arahide a familiei.(p100) Decizia de a pleca din Schenectady s-a dovedit dificilă, deoarece Rosalynn se acomodase cu viața de acolo. Ea a spus mai târziu că revenirea la viața de oraș mic din Plains părea „un monumental pas înapoi”. Carter a părăsit serviciul activ pe 9 octombrie 1953. A slujit în Rezerva Marinei⁠(d), inactiv până în 1961 și a părăsit serviciul cu gradul de locotenent. Printre decorațiile lui se numără Medalia Campaniei Americane, Medalia Victoriei în al Doilea Război Mondial, Medalia de Serviciu în China și Medalia Serviciului Național de Apărare. Ca ofițer de submarin, a obținut și insigna „delfin”.

## Agricultura
După rambursarea datoriilor și împărțirea averii tatălui său între moștenitori, Jimmy a rămas cu relativ puțin. Timp de un an, el, Rosalynn și cei trei fii ai lor au locuit în locuințe publice în Plains. Carter avea cunoștințe din subiecte științifice și tehnologice și și-a propus să extindă afacerea familiei cu cultivarea de arahide. Trecerea de la Marină la un antreprenoriatul în agricultură a fost dificilă, deoarece recolta din primul an a eșuat din cauza secetei, iar Carter a fost nevoit să deschidă mai multe credite bancare pentru a menține ferma pe linia de plutire. Între timp, a urmat cursuri și a studiat agronomia, în timp ce Rosalynn a învățat contabilitatea pentru a gestiona finanțele afacerii. Deși abia au ajuns pe zero în primul an, familia Carter a crescut afacerea și a avut destul succes.

## Începutul carierei politice (1963–1971)

### Senator al statului Georgia (1963–1967)
În vreme ce tensiunile rasiale se aprindeau în Plains în urma deciziei Curții Supreme a Statelor Unite din 1954 în cazul Brown v. Board of Education⁠(d), Carter favoriza toleranța rasială și integrarea, dar adesea își păstra acele sentimente pentru el pentru a evita să-și facă dușmani în climatul agresiv și dominat de segregaționiști din Sud. În 1961, el a început să vorbească mai deschis despre integrare ca membru al Bisericii Baptiste și președinte al consiliului școlar al comitatului Sumter. În 1962, Carter și-a anunțat campania pentru un loc rămas liber în Senatul statului Georgia⁠(d) cu cincisprezece zile înainte de alegeri. Rosalynn, care avea un instinct pentru politică și organizare, a fost esențială pentru campania sa. În timp ce primele numărători ale buletinelor de vot au arătat că Carter era în urma adversarului său, Homer Moore, mai târziu s-a dovedit că acesta este rezultatul unei fraude electorale. S-a constatat că frauda fusese orchestrată de Joe Hurst, președintele organizației din comitatul Quitman a Partidului Democrat. Carter a contestat rezultatul alegerilor, iar frauda a fost confirmată în urma unei anchete. După aceasta, scrutinul s-a repetat, iar Carter a câștigat împotriva lui Moore drept unic candidat democrat, cu o marjă de vot de 3.013 la 2.182.
Mișcarea pentru drepturile civile⁠(d) era în plină desfășurare când Carter a preluat mandatul. El și familia lui deveniseră susținători convinși ai lui John F. Kennedy. Carter a rămas relativ tăcut cu privire la această problemă la început, chiar dacă ea polariza o mare parte din comitat, pentru a evita să-și înstrăineze colegii segregaționiști. El a vorbit pe câteva teme dezbinătoare, ținând discursuri împotriva testelor de alfabetizare⁠(d) și împotriva unui amendament la Constituția Georgiei, despre care simțea că implică o constrângere la practicarea religiei. După doi ani în funcție, Carter a intrat în Comitetul Executiv Democrat al statului, unde a ajutat la rescrierea regulilor partidului la nivelul statului. El a devenit președintele Comisiei de planificare și dezvoltare a Georgiei Central-Vestice, care a supervizat plata granturilor federale și de stat pentru proiecte precum restaurarea siturilor istorice.
Când Bo Callaway⁠(d) a fost ales în Camera Reprezentanților Statelor Unite în 1964, Carter a început imediat să se pregătească să lupte împotriva lui. Cei doi se confruntaseră anterior pe tema alegerii unui colegiu de doi ani care să fie extins la un program de colegiu de patru ani de către stat, iar Carter îl considera pe Callaway – care trecuse la Partidul Republican – ca pe un rival care reprezenta aspecte ale politicii pe care le disprețuia. Carter a fost reales pentru un al doilea mandat de doi ani în Senatul statului, unde a prezidat Comisia pentru educație și a făcut parte din Comisia de credite spre sfârșitul mandatului. El a contribuit la un proiect de lege care extindea finanțarea educației la nivel de stat și a obținut pentru Universitatea Georgiei de Sud-Vest⁠(d) un program de patru ani. Și-a valorificat activitatea de planificare regională, ținând discursuri în jurul districtului pentru a se face mai vizibil pentru potențialii alegători. În ultima zi de mandat, Carter și-a anunțat candidatura pentru Camera Reprezentanților. Dar Callaway a decis să candideze pentru funcția de guvernator, iar Carter s-a răzgândit, hotărând să candideze și el tot pentru postul de guvernator.

### Campanii guvernatoriale din 1966 și 1970
La alegerile guvernatoriale din 1966, Carter a candidat împotriva fostului guvernator liberal Ellis Arnall⁠(d) și a segregaționistului conservator Lester Maddox⁠(d) în alegerile primare democrate. Într-o conferință de presă, el și-a descris ideologia drept „conservator, moderat, liberal și centrist... cred că sunt o persoană mai complicată decât atât”. El a pierdut alegerile primare, dar s-a clasat pe locul trei cu suficiente voturi pentru a-l forța pe Arnall să intre într-un al doilea tur cu Maddox, care l-a învins pe Arnall. La alegerile generale, candidatul republican Callaway a câștigat cele mai multe voturi, dar mai puțin decât majoritatea, permițând Camerei Reprezentanților din Georgia⁠(d), cu majoritate democrată, să-l aleagă pe Maddox ca guvernator. Aceasta i-a adus lui Maddox victoria, care – datorită poziției sale segregaționiste – a fost văzută ca rezultatul cel mai rău posibil pentru îndatoratul Carter. Carter s-a întors la afacerea sa din agricultură, plănuind cu atenție următoarea campanie. Această perioadă a fost un punct de cotitură spirituală pentru Carter; s-a declarat creștin născut din nou, iar ultimul său copil Amy⁠(d) s-a născut în această perioadă.
La alegerile guvernatoriale din 1970, fostul guvernator liberal Carl Sanders⁠(d) a devenit principalul adversar al lui Carter la primarele democrate. Carter a condus o campanie mai modernă, folosind grafică tipărită și analize statistice. Răspunzând la sondaje, el a înclinat mai spre tabăra conservatoare decât înainte, poziționându-se drept populist și criticându-l pe Sanders atât pentru averea sa, cât și pentru legăturile percepute cu Partidul Democrat național. El l-a acuzat pe Sanders și de corupție, dar atunci când a fost presat de mass-media, nu a oferit dovezi. De-a lungul campaniei sale, Carter a căutat atât votul negrilor, cât și voturile celor care îl susțineau pe proeminentul segregaționist din Alabama, George Wallace. S-a întâlnit cu personalități de culoare precum Martin Luther King Sr. și Andrew Young și a vizitat multe afaceri deținute de negri, dar l-a lăudat și pe Wallace și a promis că îl va invita să țină un discurs în Georgia. Apelul lui Carter către sensibilitățile rasiste a devenit mai evident de-a lungul timpului, consilierii săi seniori de campanie făcând să circule o fotografie cu Sanders sărbătorind cu baschetbaliști negri.
Carter l-a devansat pe Sanders în primul tur de scrutin cu 49 la sută la 38 la sută în septembrie, ceea ce a dus la un al doilea tur de scrutin. Campania ulterioară a fost și mai aprigă; deși la început sprijinise drepturile civile, apelul lui Carter către rasiști a crescut și l-a criticat pe Sanders pentru că îl susținuse pe Martin Luther King Jr. Carter a câștigat scrutinul cu 60% din voturi și a câștigat cu ușurință alegerile generale împotriva candidatului republican Hal Suit. Odată ales, Carter și-a schimbat tonul și a început să vorbească împotriva politicii rasiste a Georgiei. Leroy Johnson, un senator negru al statului, și-a exprimat sprijinul pentru Carter: „Înțeleg de ce a condus o astfel de campanie ultra-conservatoare. Nu cred că poți câștiga acest stat fără să faci pe rasistul”.

## Guvernator al Georgiei (1971–1975)

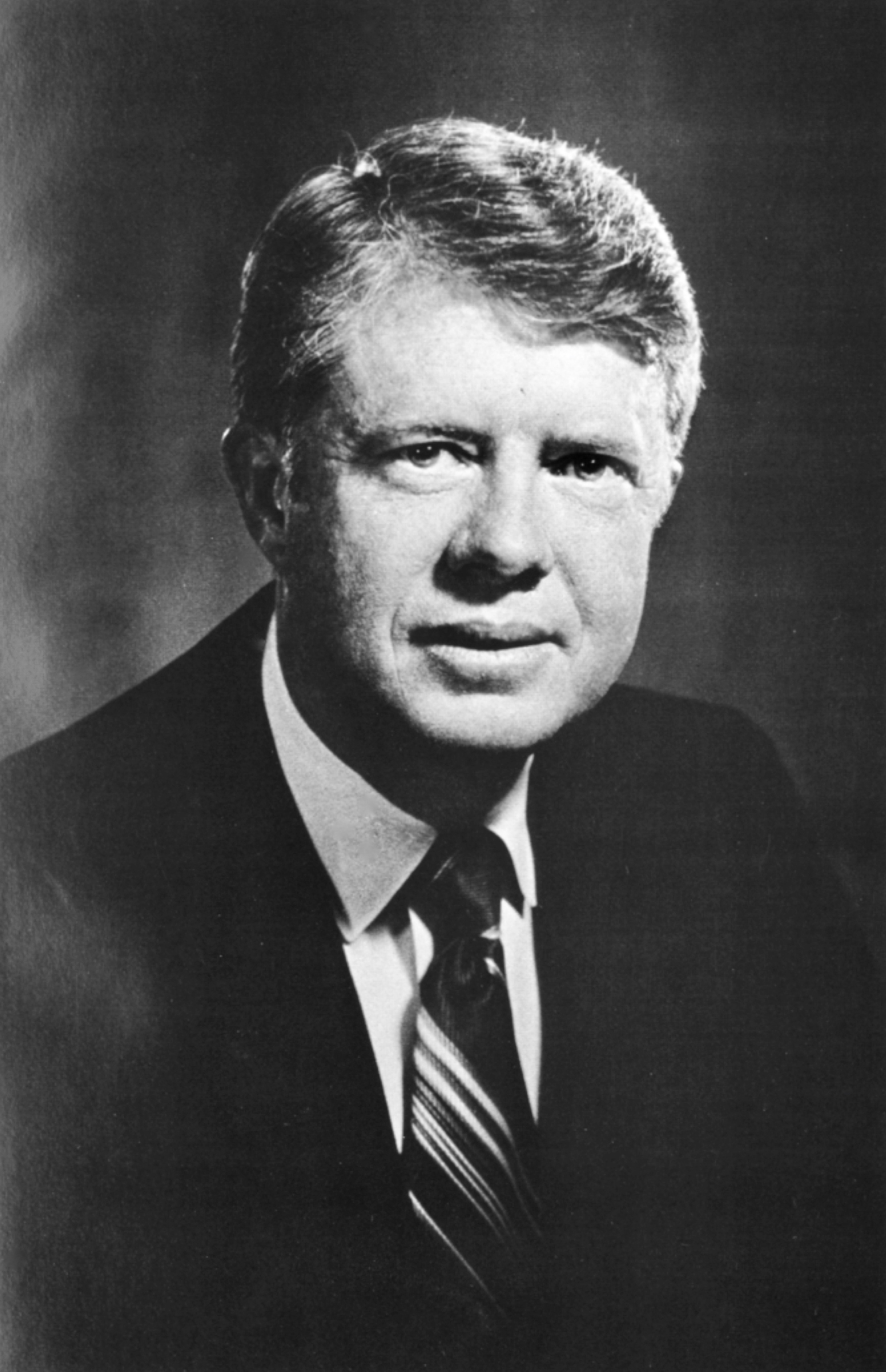
Portretul oficial al lui Carter ca guvernator al Georgiei; datat 1971

Carter a depus jurământul ca al 76-lea guvernator al Georgiei la 12 ianuarie 1971. În discursul său inaugural, el a declarat că „vremea discriminării rasiale a luat sfârșit”, ceea ce i-a luat prin surprindere pe cei prezenți și i-a făcut pe mulți dintre segregaționștii care l-au susținut în timpul campaniei să se simtă trădați. Carter s-a ferit să dezbată cu colegii săi politicieni, fapt care l-a făcut să fie nepopular între membrii legislativului. A extins autoritatea guvernatorului prin introducerea unui plan de reorganizare depus în ianuarie 1972. În ciuda faptului că a avut inițial o primire rece în legislativ, planul a fost adoptat la miezul nopții în ultima zi a sesiunii. Carter a comasat aproximativ 300 de agenții de stat în 22, deși este contestat dacă aceasta a dus la economisirea banilor statului. La 8 iulie 1971, în timpul unei apariții la Columbus, Georgia, el și-a declarat intenția de a înființa un Consiliu pentru Drepturile Omului în Georgia pentru a ajuta la rezolvarea problemelor înainte de orice potențială violență.
Într-o conferință de presă din 13 iulie 1971, Carter a anunțat că le-a ordonat șefilor de departamente să reducă cheltuielile pentru a preveni un deficit de 57 de milioane de dolari până la sfârșitul anului fiscal 1972, specificând că fiecare departament de stat va fi afectat și estimând că 5% peste veniturile guvernamentale ar fi pierdute dacă departamentele de stat ar continua să utilizeze pe deplin fondurile alocate. La 13 ianuarie 1972, el a cerut legislativului statului să finanțeze un program pentru dezvoltarea în copilăria timpurie împreună cu programe de reformă a penitenciarelor și 48 de milioane de dolari (echivalent cu $281.279.236 in 2017) în impozitele plătite pentru aproape toți angajații statului.

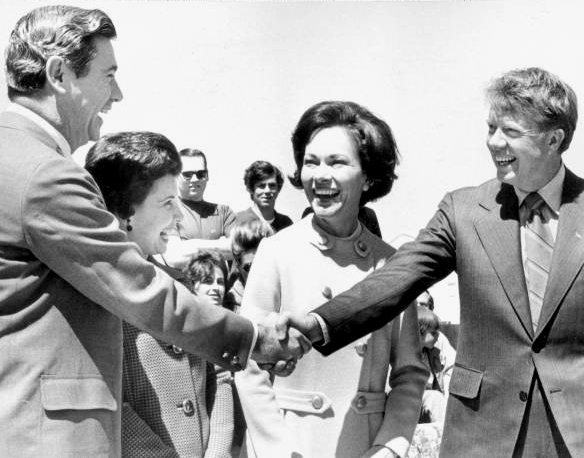
Carter salutându-i pe guvernatorul Floridei Reubin Askew și pe soția sa în 1971; ca președinte, Carter avea să-l numească pe Askew în funcția de reprezentant comercial al SUA.

La 1 martie 1972, Carter a spus că ar putea convoca o sesiune specială a adunării generale dacă Departamentul de Justiție alege să respingă orice plan de redistribuire din partea Camerei sau a Senatului. El a promovat mai multe reforme prin legislativ, oferind ajutoare de stat egale școlilor din zonele bogate și sărace ale Georgiei, înființând centre comunitare pentru copiii cu dizabilități mintale și sporind programele educaționale pentru condamnați. În cadrul acestui program, toate aceste numiri se bazau mai degrabă pe merit, decât pe influența politică. Într-una dintre deciziile sale cele mai controversate, el a respins un plan de construire a unui baraj pe râul Flint⁠(d) din Georgia, care atrăsese atenția ecologiștilor din întreaga țară.
Drepturile civile au fost o prioritate ridicată pentru Carter, care a angajat negri la stat și a pus portretele a trei negri georgieni notabili în clădirea Capitoliului statului: Martin Luther King Jr., Lucy Craft Laney și Henry McNeal Turner, spre marea indignare a Ku Klux Klanului. El a favorizat un amendament constituțional care interzicea busingul⁠(d) în scopul accelerării integrării în școli, la o apariție comună televizată cu guvernatorul Floridei, Reubin Askew, la 31 ianuarie 1973, și a cosponsorizat o rezoluție anti-busing cu Wallace la Conferința Națională a Guvernatorilor din 1971. După ce Curtea Supremă a SUA a respins legea pedepsei cu moartea din Georgia în cazul Furman v. Georgia⁠(d) (1972), Carter a promulgat o lege revizuită privind pedeapsa cu moartea care aborda obiecțiile instanței, reintroducând astfel practica în stat. Mai târziu a regretat că a aprobat pedeapsa cu moartea, spunând: „Nu vedeam nedreptatea ei așa cum o văd acum”.
Neeligibil pentru a fi reales, Carter și-a îndreptat privirea spre o potențială candidatură la președinție și s-a angajat în politica națională. El a fost numit în mai multe comisii de planificare din Sud și a fost delegat la Convenția Națională Democrată din 1972, unde senatorul liberal american George McGovern era cel mai probabil a fi nominalizat. Carter a încercat să câștige favorurile alegătorilor conservatori și anti-McGovern. Era destul de obscur la acea vreme, iar încercarea sa de triangulare a eșuat; candidații democrați din 1972 au fost McGovern și senatorul Thomas Eagleton⁠(d). Pe 3 august 1972, Carter s-a întâlnit cu Wallace în Birmingham, Alabama, pentru a discuta despre prevenirea înfrângerii detașate a democraților, dar înfrângerea nu a putut fi evitată.
Carter s-a întâlnit în mod regulat cu personalul său de campanie și s-a hotărât să înceapă candidatura prezidențială pentru 1976. El a încercat fără succes să devină președintele Asociației Naționale a Guvernatorilor pentru a-și spori vizibilitatea. Cu aprobarea lui David Rockefeller, a fost numit în Comisia Trilaterală în aprilie 1973. În anul următor, el a fost numit președinte al campaniilor pentru Congres și pentru postul de guvernator în cadrul Comitetului Național Democrat. În mai 1973, Carter și-a avertizat partidul împotriva politizării scandalului Watergate, pe care l-a pus pe seama izolării președintelui Richard Nixon de poporul american și pe luarea de decizii în secret.

## Campania prezidențială din 1976

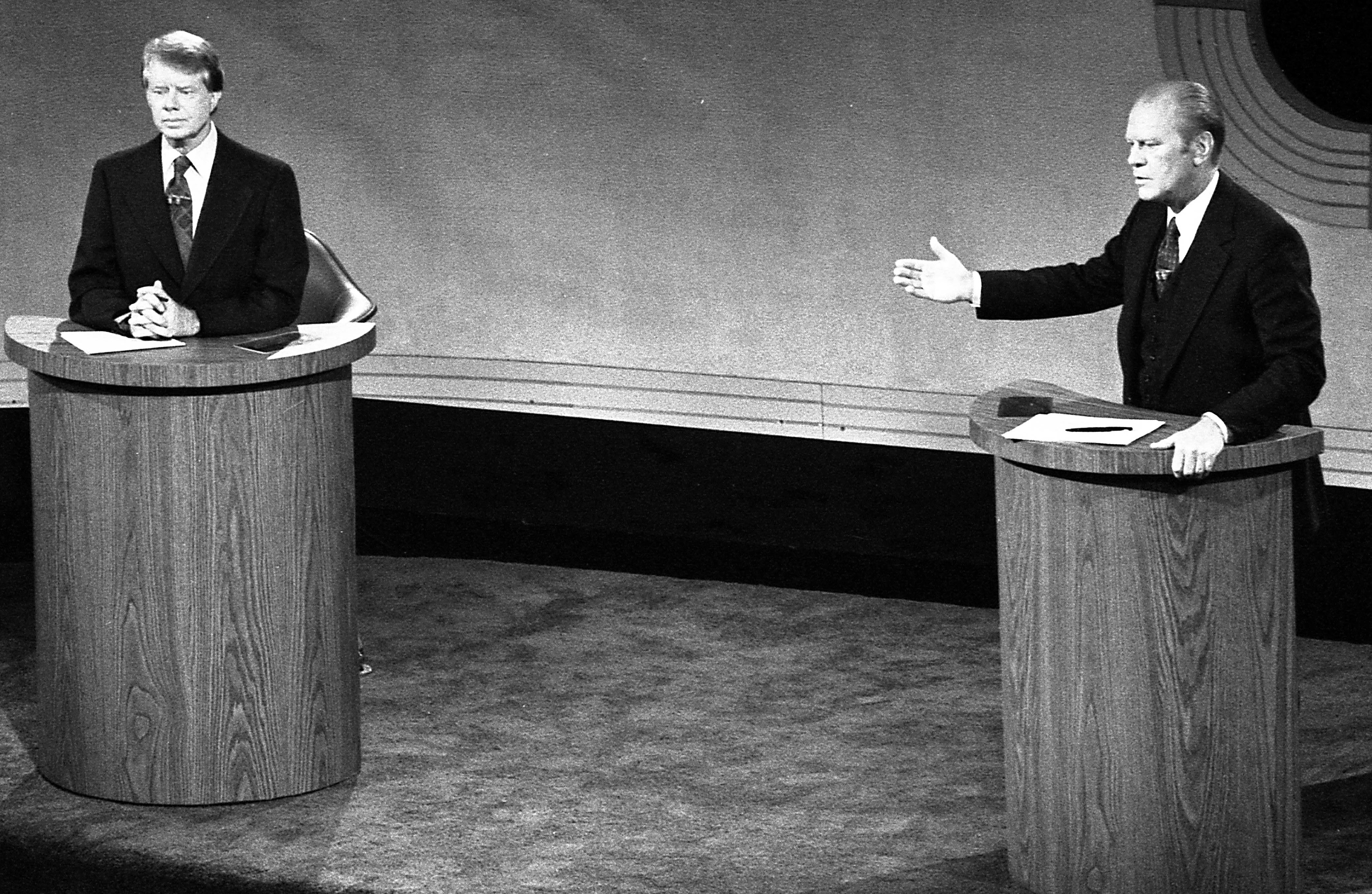
Carter și președintele Gerald Ford dezbat la Walnut Street Theatre din Philadelphia, septembrie 1976

Pe 12 decembrie 1974, Carter și-a anunțat campania prezidențială la Clubul Național de Presă din Washington, DC. Discursul său a mers pe temele inegalității interne, optimismului și schimbării. La intrarea sa în alegerile primare democrate, el a concurat cu alți șaisprezece candidați și era la început considerat a avea puține șanse împotriva politicienilor mai cunoscuți la nivel național precum Wallace. Doar două procente din alegători îi cunoșteau numele, iar adversarii lui întrebau ironic „Jimmy Who?”. Ca răspuns la aceasta, Carter a început să-și sublinieze numele și ceea ce reprezenta el, declarând „Numele meu este Jimmy Carter și candidez pentru președinție”.
Această strategie s-a dovedit a fi una de succes. Până la mijlocul lunii martie 1976, Carter nu numai că era cu mult înaintea concurenților activi la nominalizarea prezidențială, ci și față de președinte republican în funcție Gerald Ford cu câteva puncte procentuale. Întrucât scandalul Watergate era încă proaspăt în mintea alegătorilor, poziția lui Carter ca outsider, îndepărtat de Washington, DC, s-a dovedit de ajutor. El a promovat reorganizarea guvernamentală. În iunie, Carter a publicat un memoriu intitulat Why Not the Best? pentru a se prezenta publicului american.

Carter a devenit favorit al primarelor de timpuriu, câștigând caucusurile din Iowa și primarele din New Hampshire. Strategia lui a presupus ajungerea în regiune înainte ca orice alt candidat să-și poată extinde influența acolo, călătorind peste 80.000 km, vizitând 37 de state și susținând peste 200 de discursuri înainte ca orice alt candidat să intre în cursă. În sud, el a cedat tacit anumite zone lui Wallace și a venit din urmă ca moderat atunci când a devenit clar că Wallace nu putea câștiga. În nord, Carter a făcut apel în mare măsură la alegătorii creștini conservatori și din mediul rural. Deși nu a obținut majoritate în cele mai multe state din Nord, el a câștigat mai multe prin construirea celei mai mari baze de sprijin singulare dintre candidați. Deși Carter era la început considerat doar un candidat regional, el avea să obțină nominalizarea Partidului Democrat. În 1980, Lawrence Shoup a remarcat că presa națională de știri l-a descoperit și promovat pe Carter și a declarat:
„Ce avea Carter și nu aveau adversarii lui a fost acceptarea și sussținerea sectoarelor de elită din mass media. Relatarea favorabilă despre Carter și campania lui a fost ceea ce i-a dat un avantaj, propulsându-l ca pe o rachetă în topul sondajelor. Aceasta l-a ajutat pe Carter să obțină victorii în alegeri primare importante, permițându-i ascensiunea de la o figură publică obscură la statutul de președinte ales în scurtul timp de 9 luni.”
În timpul unui interviu din aprilie 1976, Carter a spus: „Nu am nimic împotriva unei comunități care... încearcă să mențină puritatea etnică a cartierelor lor”. Remarca sa era menită să susțină legile locuințelor deschise, dar specificând opoziția față de eforturile guvernului de a „injecta familii negre într-un cartier de albi doar pentru a crea un fel de integrare⁠(d)”. Printre pozițiile declarate de Carter în timpul campaniei sale s-au numărat finanțarea publică a campaniilor Congresului, sprijinul său pentru crearea unei agenții federale pentru protecția consumatorilor, crearea unui departament separat pentru educație la nivel de cabinet, semnarea unui tratat de pace cu Uniunea Sovietică care să limiteze armele nucleare, reducerea bugetului apărării, o propunere de impozitare care implementează „o creștere substanțială pentru cei care au venituri mai mari” alături de o reducere a taxei pentru contribuabilii cu venituri mici și medii, multiple amendamente la Legea asigurării sociale și echilibrarea bugetului până la sfârșitul primului său mandat.

Harta electorală a alegerilor din 1976

Pe 15 iulie 1976, l-a ales pe senatorul american Walter Mondale drept partener de candidatură. Carter și Ford s-au confruntat în trei dezbateri televizate, primele dezbateri prezidențiale din Statele Unite⁠(d) de după 1960.
Pentru numărul din noiembrie 1976 al revistei Playboy, care a apărut în chioșcurile de ziare cu câteva săptămâni înainte de alegeri, Robert Scheer l-a intervievat pe Carter. În timp ce discuta despre viziunea religiei sale despre mândrie, Carter a spus: „M-am uitat la multe femei cu poftă. Am comis adulter în inima mea de multe ori”. Acest răspuns sincer și recunoașterea într-un alt interviu că nu-l deranjează dacă oamenii au rostit cuvântul „fuck” au dus la o frenezie a presei și a criticilor care deplângeau erodarea graniței dintre politicieni și viețile lor intime private.
Carter a început cursa cu un avans considerabil față de Ford, care a redus diferența în timpul campaniei, dar a pierdut în fața lui Carter la mică distanță pe 2 noiembrie 1976. Carter a câștigat votul popular cu 50,1% la 48,0% pentru Ford și a primit 297 de voturi electorale față de cele 240 ale lui Ford.

### Tranziția
Planificarea preliminară pentru tranziția prezidențială⁠(d) a lui Carter fusese deja în curs de desfășurare cu câteva luni înainte de alegerea sa. Carter fusese primul candidat la președinție care a alocat fonduri semnificative și un număr semnificativ de personal pentru un efort de planificare a tranziției pre-electorale, care a devenit apoi o practică standard. El a stabilit un model care a influențat toate tranzițiile viitoare, care au devenit mai mari, mai metodice și mai oficiale decât fuseseră până atunci.
Pe 22 noiembrie 1976, Carter a efectuat prima sa vizită la Washington, DC după ce a fost ales, întâlnindu-se cu directorul Biroului de Management James Lynn și cu secretarul american al apărării Donald Rumsfeld la Blair House și participând după-amiază la o ședință cu președintele Ford la Casa Albă. A doua zi, el a discutat cu liderii Congresului, exprimând că întâlnirile sale cu membrii cabinetului au fost „de foarte mare ajutor” și a spus că Ford i-a cerut să-i caute asistența dacă avea nevoie de ceva. Relațiile dintre Ford și Carter au fost relativ reci în timpul tranziției. În acel context, Carter a anunțat selecția a numeroase persoane desemnate pentru funcții în administrația sa. Pe 4 ianuarie 1977, el le-a spus reporterilor că se va elibera de potențiale conflicte de interese lăsând afacerea cu arahide în mâinile mandatarilor.

## Președinția (1977–1981)

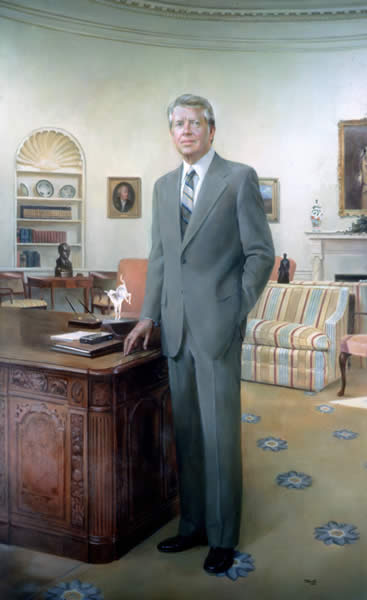
Imaginea președintelui Carter afișată în National Portrait Gallery, Washington DC. Portret de Robert Templeton.

Carter a depus jurământul ca al 39-lea președinte la 20 ianuarie 1977. Una dintre primele acțiuni ale lui Carter a fost îndeplinirea unei promisiuni de campanie prin emiterea unui ordin executiv⁠(d) prin care se declara amnistia necondiționată pentru cei care evitaseră recrutarea în armată⁠(d) în perioada războiului din Vietnam, Proclamația 4483⁠(d). Mandatul lui Carter a fost marcat de o situație proastă a economiei, o perioadă de inflație continuă și recesiune⁠(d) și o criză energetică în 1979⁠(d). La 7 ianuarie 1980, Carter a promulgat Legea HR 5860, cunoscută sub numele de Actul de garantare a împrumuturilor Chrysler Corporation din 1979, pentru a salva firma Chrysler cu un ajutr în valoare de 3,5 miliarde de dolari (echivalentul a 10412 miliarde în 2017).
Carter a încercat să aplaneze diferite conflicte din întreaga lume, cel mai vizibil în Orientul Mijlociu, unde a sponsorizat semnarea Acordurilor de la Camp David; restituirea Canalului Panama⁠(d) către Panama; și semnarea tratatului de reducere a armelor nucleare SALT II cu liderul sovietic Leonid Brejnev. Ultimul său an a fost afectat de criza ostaticilor din Iran⁠(d), care a contribuit la pierderea de către el a alegerilor din 1980⁠(d) în fața lui Ronald Reagan, deși Carter a reușit în cele din urmă să o rezolve. Cel mai recent, în 2023, unii avertizori de integritate au arătat că persoane apropiate campaniei lui Reagan au convins Iranul să prelungească criza⁠(d) pentru a reduce șansele lui Carter de realegere.

### Politica internă

#### Criza energetică din SUA
Moralismul a modelat o mare parte din acțiunile lui Carter. Pe 18 aprilie 1977, a ținut un discurs televizat în care declara că actuala criză energetică este „echivalentul moral al războiului”. El a încurajat conservarea energiei și a instalat panouri solare de încălzire a apei la Casa Albă⁠(d). A purtat pulovere pentru a compensa reducerea de căldură la Casa Albă. La 4 august 1977, Carter a promulgat Legea Departamentului de Organizare a Energiei din 1977, formând Departamentul de Energie, primul post nou în cabinet din ultimii unsprezece ani.
Carter s-a lăudat că Camera Reprezentanților a „adoptat aproape în întregime” propunerea de legislație în domeniul energetic pe care o făcuse cu cinci luni înainte și a numit compromisul „un punct de cotitură în stabilirea unui program energetic cuprinzător”. Luna următoare, pe 13 octombrie, Carter a declarat că crede în capacitatea Senatului de a adopta proiectul de lege pentru reforma energetică și a identificat energia drept „cea mai importantă problemă internă cu care ne vom confrunta cât timp voi fi în funcție”.
La 12 ianuarie 1978, în timpul unei conferințe de presă, Carter a spus că discuțiile persistente despre propunerea sa de reformă energetică au fost „lungi, divizante și anevoioase”, și că au împotmolit problemele naționale care trebuiau abordate prin punerea în aplicare a legii. Într-o conferință de presă din 11 aprilie 1978, Carter a spus că cea mai mare surpriză a sa „de natura unei dezamăgiri” de când a devenit președinte a fost dificultatea pe care a avut-o Congresul în a adopta legislația, referindu-se în special la proiectul de lege pentru reforma energetică: „Nu am visat niciodată cu un an în urmă în aprilie, când am propus această chestiune Congresului că un an mai târziu încă nu va fi rezolvată”. Legislația energetică a lui Carter a fost aprobată de Congres după multe deliberări și amendamente pe 15 octombrie 1978. Legea cuprindea măsuri de dereglementare a vânzării de gaze naturale, renunțarea la o veche diferență de prețuri între gazele intra- și interstatale și a creat credite fiscale pentru a încuraja economisirea energiei și utilizarea combustibililor nefosili.
La 1 martie 1979, Carter a prezentat un plan de raționalizare a benzinei, conform cererii Congresului. Pe 5 aprilie a ținut o alocuțiune în care a subliniat urgența conservării energiei și creșterea producției interne de surse de energie precum cărbunele și energia solară. În timpul unei conferințe de presă din 30 aprilie, el a spus că este imperativ ca comisia de comerț a Camerei să aprobe planul de raționalizare a benzinei din rezerve și a cerut Congresului să adopte alte câteva planuri de conservare a energiei propuse anterior.
Pe 15 iulie 1979, Carter a rostit o cuvântare televizată la nivel național în care a identificat ceea ce el credea a fi o „criză a încrederii” în rândul poporului american, la sfatul operatorului de sondaje de opinie Pat Caddell⁠(d), care credea că americanii se confruntă cu o criză de încredere din cauza evenimentelor din deceniile anilor 1960 și 1970, dinainte de președinția lui. Unii l-au numit mai târziu „discursul său de boală ”, memorabil pentru reacțiile mixte și pentru felul în care a folosit retorica. Recepția negativă a discursului s-a centrat pe opinia conform căreia el nu și-a subliniat propriile eforturi de a aborda criza energetică și părea prea dependent de americani.

#### Superfondul EPA Love Canal
În 1978, Carter a declarat o urgență federală în cartierul Love Canal din orașul Niagara Falls, New York. Peste 800 de familii au fost evacuate din cartier, care fusese construit deasupra unui depozit de deșeuri toxice. Legea Superfondului⁠(d) a fost creată ca răspuns la situație. Banii federali pentru dezastru au fost alocați pentru a demola cele aproximativ 500 de case, Școala de pe Strada 99 și Școala de pe Strada 93, care fuseseră construite deasupra gropii de deșeuri; și pentru a remedia halda și a construi o zonă de izolare pentru deșeurile periculoase. Aceasta a fost prima dată când a fost întreprins un astfel de proces. Carter a recunoscut că mai existau câteva „Love Canaluri” în toată țara și că descoperirea unor astfel de gropi de gunoi periculoase a fost „una dintre cele mai sumbre descoperiri ale epocii noastre moderne”.

#### Reaua relație cu Congresul
Carter avea obiceiul de a refuza să se conformeze regulilor Washingtonului. A evitat apelurile telefonice de la membrii Congresului și i-a insultat verbal. Nu era dispus să returneze favoruri politice. Negativitatea lui a dus la frustrare în adoptarea legislației. În timpul unei conferințe de presă din 23 februarie 1977, Carter a declarat că era „inevitabil” să intre în conflict cu Congresul și a adăugat că a găsit „un sentiment crescând de cooperare” cu Congresul și s-a întâlnit în trecut cu membri ai Congresului din ambele partide. Carter s-a supărat după ce a încercat fără succes să obțină de la Congres anularea mai multor proiecte de apă, lucruri pe care le solicitase în primele 100 de zile de mandat și a întâmpinat opoziție din partea membrilor propriului partid.
A urmat o ruptură între Casa Albă și Congres, după care Carter a remarcat că aripa liberală a Partidului Democrat era cea mai înverșunată împotriva politicilor sale, punând acest lucru pe seama dorinței lui Ted Kennedy de a fi președinte. Crezând că are sprijinul a 74 de congressmani, Carter a emis o „listă de desființare” cu 19 proiecte despre care el a afirmat că sunt găuri negre bugetare despre care spunea că intenționează să respingă orice lege le-ar include. S-a trezit încă o dată în dezacord cu democrații din Congres, președintele Camerei Reprezentanților,⁠(d) Tip O'Neill, considerând nepotrivit ca un președinte să acționeze în ceea ce fusese în mod tradițional domeniul de activitate al Congresului. Carter a fost slăbit și prin promulgarea unui proiect de lege care conținea multe dintre proiectele „listei de desființare” pe care intenționa să le anuleze.
Într-un discurs ținut la o cină de strângere de fonduri pentru Comitetul Național Democrat din 23 iunie 1977, Carter a spus: „Cred că este bine să subliniez și în seara asta că am dezvoltat o relație bună de lucru cu Congresul. Timp de opt ani am avut guvernare prin partizanat. Acum avem guvernare prin parteneriat”. La o conferință de presă din 28 iulie, evaluând primele șase luni ale președinției sale, Carter a vorbit despre înțelegerea mai bună a Congresului: „Am învățat să respect Congresul mai mult la nivel individual. Am fost impresionat favorabil de gradul înalt de experiență și cunoștințe concentrate pe care membrii individuali ai Congresului le pot aduce asupra unui subiect specific, în care au fost președintele unei subcomisii sau al unei comisii de mulți ani și și-au concentrat atenția asupra acestui aspect particular al vieții guvernamentale, ceea ce eu nu voi putea face niciodată.”
Pe 10 mai 1979, Camera a votat împotriva învestirii lui Carter cu autoritatea de a produce un plan de raționalizare a gazelor de rezervă. A doua zi, Carter a făcut în Biroul Oval niște remarci prin care s-a declarat șocat și stânjenit pentru guvernul american din cauza votului și a concluzionat că „majoritatea membrilor Camerei nu doresc să-și asume responsabilitatea politică de a face față unei amenințări potențiale, serioase la adresa națiunii noastre.” El a continuat că majoritatea membrilor Camerei acordă o importanță mai mare „intereselor locale sau parohiale” și a provocat camera inferioară a Congresului să își alcătuiască propriul plan de raționalizare în următoarele 90 de zile.
Remarcile lui Carter au fost întâmpinate cu critici de către republicanii din Cameră, care și-au exprimat opinia că aceste comentarii că nu se potrivesc cu formalitatea pe care ar trebui să o aibă un președinte în declarațiile sale publice. Alții au indicat că 106 democrați au votat împotriva propunerii sale și că criticile bipartizane ar putea reveni să-l bântuie. La începutul unei conferințe de presă din 25 iulie 1979, Carter le-a cerut celor care cred în viitorul SUA și în programul energetic propus de el să discute cu Congresul, deoarece acesta avea responsabilitatea de a-i impune propunerile. Pe fondul opoziției privind propunerea energetică, The New York Times a comentat că „așa cum ilustrează comentariile care zboară în sus și în jos pe Pennsylvania Avenue, există și o criză de încredere între Congres și președinte, un sentiment de îndoială și neîncredere care amenință să submineze programul legislativ al președintelui și să devină o problemă importantă în campania de anul viitor”.

#### Economie

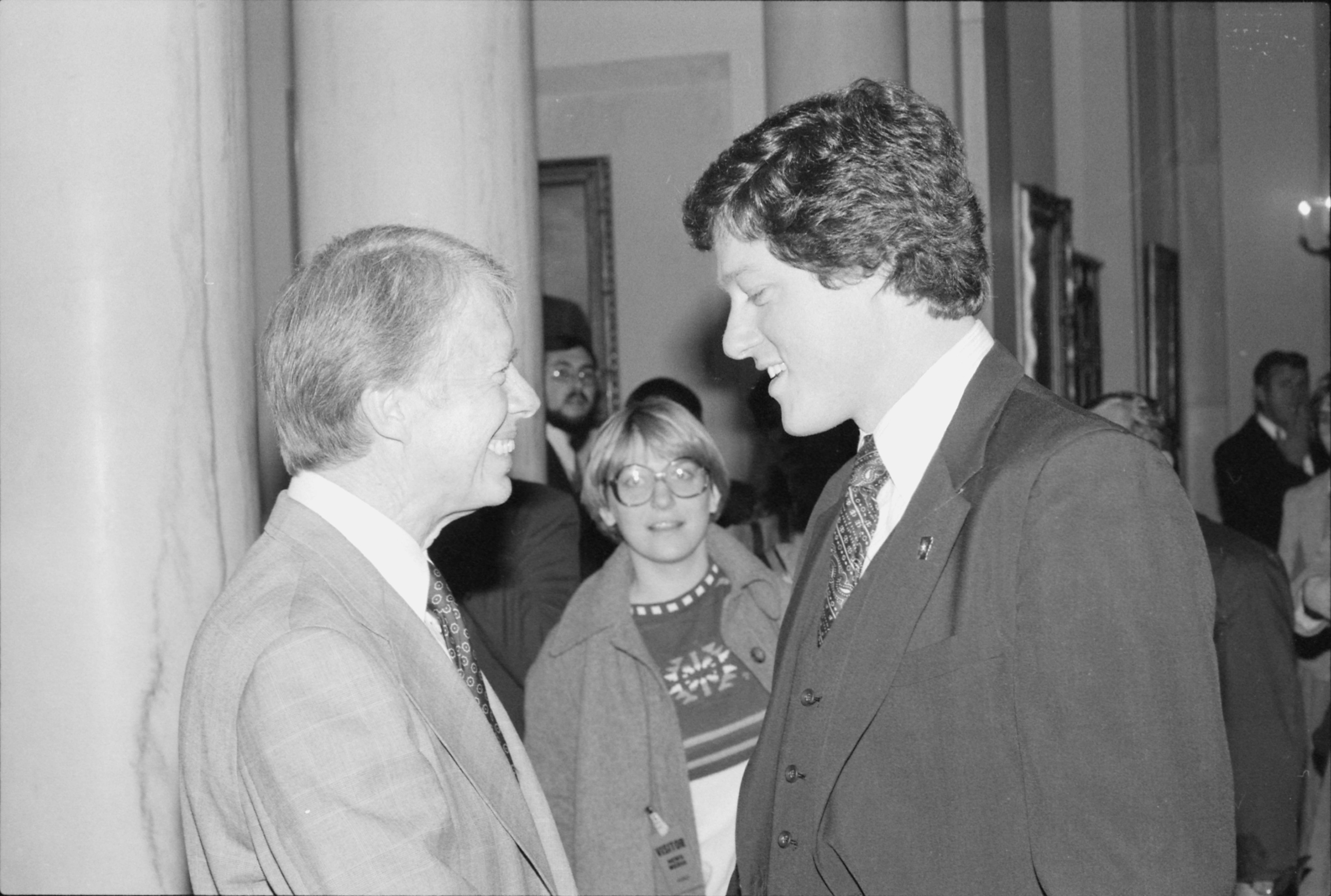
Președintele Carter întâlnindu-se cu noul guvernator al Arkansasului și viitorul președinte Bill Clinton în 1978

Președinția lui Carter a avut o istorie economică tulbure, cu două perioade aproximativ egale. Primii doi ani au fost o perioadă de redresare continuă din recesiunea severă din 1973–1975, care lăsase investițiile fixe la cel mai scăzut nivel de după recesiunea din 1970 și șomajul la 9%. Ultimii săi doi ani au fost marcați de inflație cu două cifre, cuplată cu rate foarte mari ale dobânzilor, penurie de petrol și creștere economică lentă. Datorită legislației de stimulare economică în valoare de 30 de miliarde de dolari – cum ar fi Public Works Employment Act din 1977 – propusă de Carter și adoptată de Congres, venitul real median al gospodăriilor a crescut cu 5,2%, cu o proiecție de 6,4% pentru trimestrul următor.
Criza energetică din 1979⁠(d) a pus capăt acestei perioade de creștere, iar pe măsură ce inflația și ratele dobânzilor au crescut, creșterea economică, crearea de locuri de muncă și încrederea consumatorilor⁠(d) au scăzut brusc. Politica monetară relativ laxă adoptată de președintele Consiliului Rezervei Federale, G. William Miller⁠(d), contribuise deja la o inflație oarecum mai mare, crescând de la 5,8% în 1976 la 7,7% în 1978. Dublarea bruscă a prețurilor țițeiului de către OPEC, cel mai mare cartel mondial exportator de petrol, a împins inflația la niveluri cu două cifre, în medie de 11,3% în 1979 și de 13,5% în 1980. Penuria bruscă de benzină, apărută exact la începutul sezonul vacanțelor de vară din 1979, a exacerbat problema și a ajuns să simbolizeze criza pentru publicul larg; penuria acută, provenită din închiderea instalațiilor de rafinare Amerada Hess, a condus la un proces împotriva companiei în acel an de către guvernul federal.

#### Dereglementarea

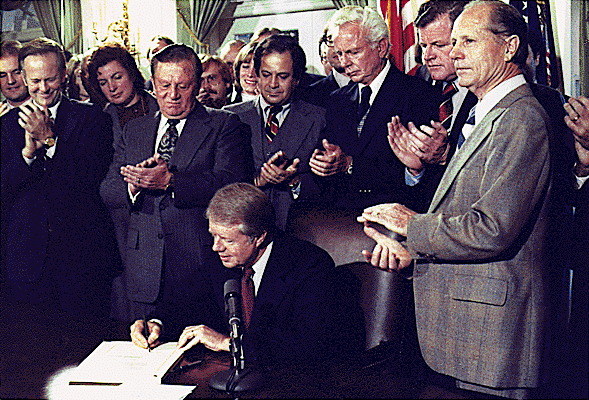
Carter semnând Legea de dereglementare a companiilor aeriene, 1978

În 1977, Carter l-a numit Alfred E. Kahn⁠(d) în fruntea Boardului de Aeronautică Civilă (CAB). Numirea a venit în contextul unui impuls pentru dereglementarea industriei, susținut de economiști de frunte, think tankuri de la Washington, o coaliție a societății civile care pledează pentru reformă , șeful agenției de reglementare, conducerea Senatului, administrația Carter și chiar unii lideri ai industriei aeriene. Această coaliție a obținut rapid rezultate legislative în 1978.
Carter a promulgat legea de dereglementare a companiilor aeriene la 24 octombrie 1978. Scopul principal al legii era de a elimina controlul guvernului asupra tarifelor, rutelor și intrării pe piață a noilor companii aeriene din aviația comercială. Competențele de reglementare ale Boardului de Aeronautică Civilă urmau să fie eliminate treptat, permițând în cele din urmă forțelor pieței să determine rutele și tarifele. Legea nu a eliminat sau diminuat puterile de reglementare ale FAA⁠(d) asupra tuturor aspectelor legate de siguranța companiilor aeriene.
În 1979, Carter a dereglementat industria americană a berii, legalizând vânzarea de malț, hamei și drojdie producătorilor americani de bere de casă,⁠(d) pentru prima dată de la începutul efectiv în 1920 al prohibiției în Statele Unite. Această dereglementare a condus la o creștere a producției de bere de casă în anii 1980 și 1990, care până în anii 2000 se transformase într-o cultură puternică de microberări artizanale în Statele Unite, cu 9.118 microberării, brewpuburi și fabrici de bere artizanale regionale în Statele Unite până la sfârșitul anului 2021.

#### Sănătate
În timpul campaniei sale prezidențiale, Carter a îmbrățișat reforma asistenței medicale de calibrul asigurării universale naționale de sănătate, proiect bipartizan sponsorizat de Ted Kennedy. Propunerile lui Carter privind asistența medicală în timpul mandatului au inclus o propunere de costuri obligatorii pentru îngrijirea sănătății din aprilie 1977, și o propunere din iunie 1979 care prevedea acoperire de asigurări private de sănătate. Carter a văzut propunerea din iunie 1979 ca o continuare a progresului în acoperirea medicală americană. Președintele Harry S. Truman propusese desemnarea îngrijirii sanitare ca drept de bază al americanilor, iar Medicare⁠(d) și Medicaid⁠(d) fuseseră introduse sub președintele Lyndon B. Johnson. Propunerea privind costurile obligatorii de îngrijire a sănătății din aprilie 1977 a fost adoptată de Senat, dar mai târziu a fost înfrântă în Cameră. În 1978, s-a întâlnit cu Kennedy pe tema unei legi a sănătății compromise care s-a dovedit fără succes. Mai târziu, el a spus că dezacordurile cu Kennedy i-au zădărnicit planul de a oferi un sistem cuprinzător de sănătate american.

#### Educația
La începutul mandatului său, Carter a colaborat cu Congresul pentru a-și îndeplini promisiunea de campanie de a crea un departament de educație la nivel de cabinet. Într-un discurs ținut de la Casa Albă din 28 februarie 1978, Carter a susținut că „Educația este o chestiune mult prea importantă pentru a fi împrăștiată fragmentar în diferite departamente și agenții guvernamentale, care sunt adesea ocupate cu alte preocupări uneori dominante”. La 8 februarie 1979, administrația Carter a lansat o schiță a planului său de a înființa un departament pentru educație și a afirmat că există deja suficient sprijin pentru ca el să fie pus la punct până în iunie. Pe 17 octombrie, în același an, Carter a promulgat Legea privind organizarea Departamentului Educației, înființând Departamentul Educației din Statele Unite.
Carter a extins programul Head Start⁠(d) cu adăugarea a 43.000 de copii și familii, în timp ce procentul de dolari cheltuiți pentru educație din afara bugetului apărării a fost dublat. Carter a felicitat președinția lui Lyndon B. Johnson și al 89-lea Congres al Statelor Unite pentru inițierea programului Head Start. Într-un discurs din 1 noiembrie 1980, Carter a declarat că administrația sa a extins Head Start la copiii imigranți și că „lucrează din greu chiar acum cu senatorul Bentsen⁠(d) și cu Kika de la Garza⁠(d) pentru a pune la dispoziție până la 45 de milioane de dolari în bani federali districtelor de la graniță pentru a ajuta la creșterea construcției de școli pentru numărul de școlari mexicani care locuiesc aici legal”.

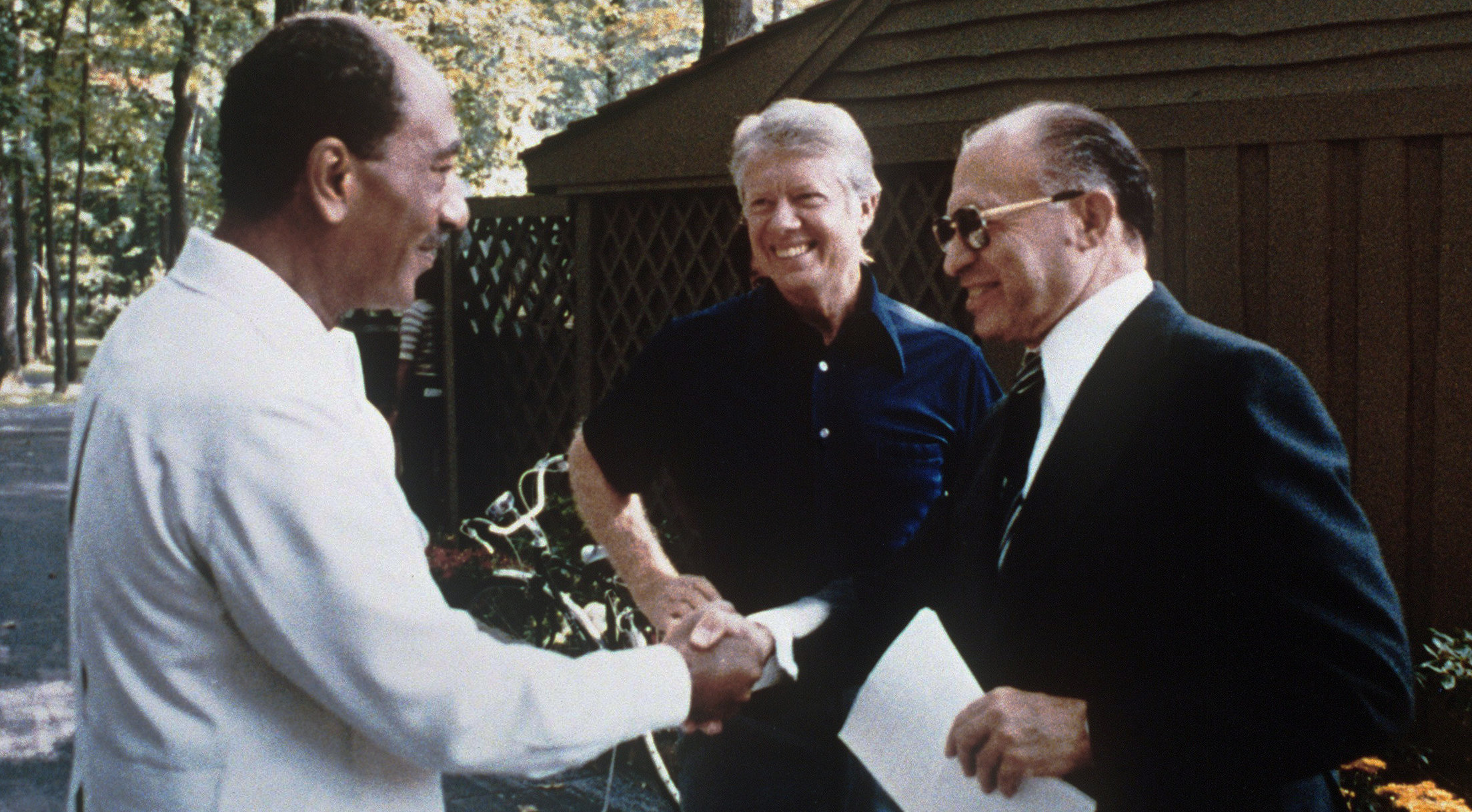
Anwar Sadat, Jimmy Carter și Menachem Begin se întâlnesc la Camp David pe.

#### Israel și Egipt

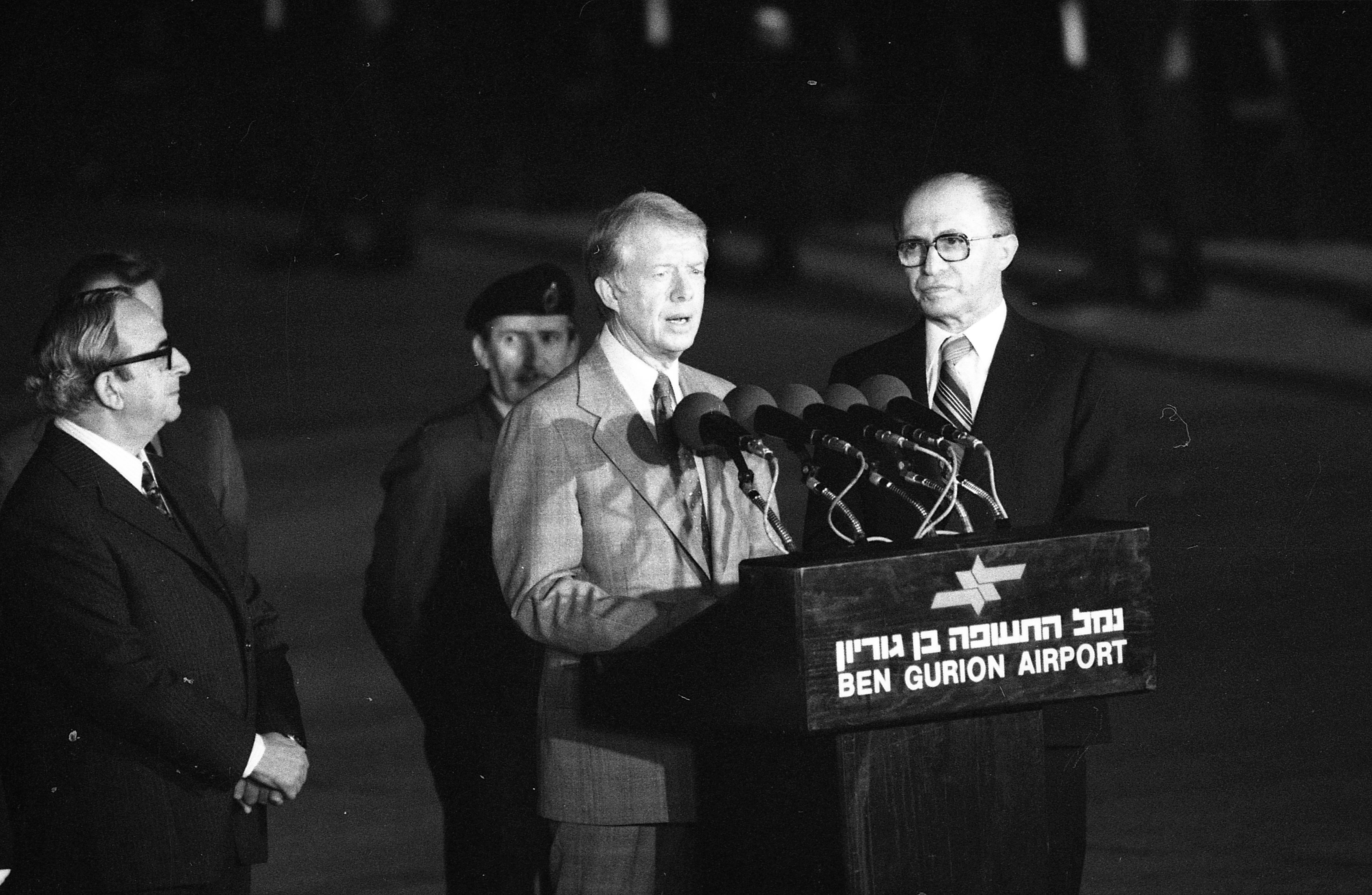
Carter, alături de premierul israelian Menachem Begin, în timpul vizitei sale din 1979

Acordurile au fost o sursă de mare opoziție internă atât în Egipt, cât și în Israel. Istoricul Jørgen Jensehaugen susține că, în momentul în care Carter și-a părăsit mandatul, în ianuarie 1981, el se afla „într-o poziție ciudată – încercase să se rupă de politica tradițională a SUA, dar a ajuns să împlinească obiectivele acelei tradiții, care fusese de a destrăma alianța arabilor, de a-i marginaliza de palestinieni, de a construi o alianță cu Egiptul, de a slăbi Uniunea Sovietică și de a asigura Israelul”.

#### Africa

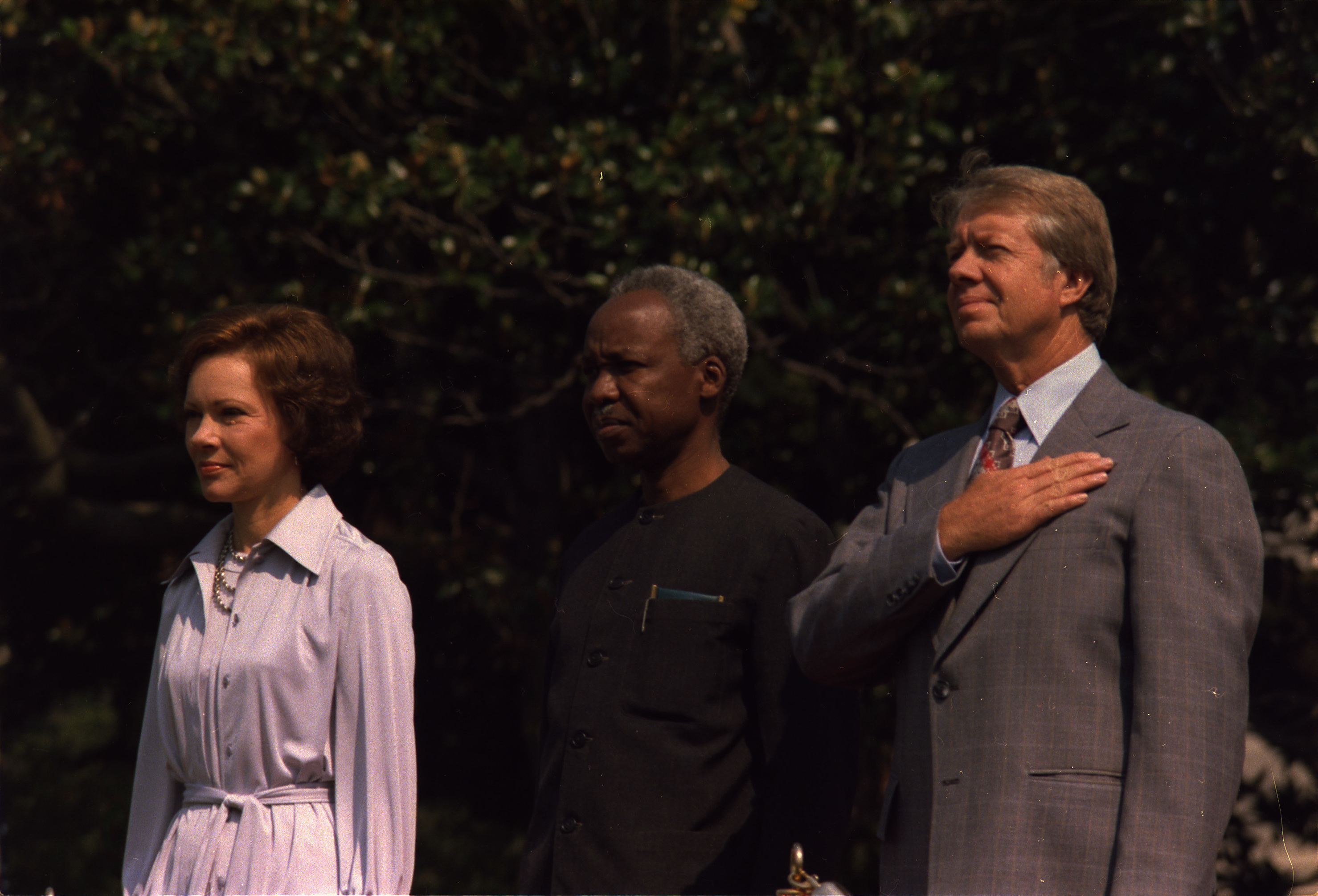
Prima Doamnă Rosalynn Carter, liderul tanzanian Julius Nyerere și Carter, 1977

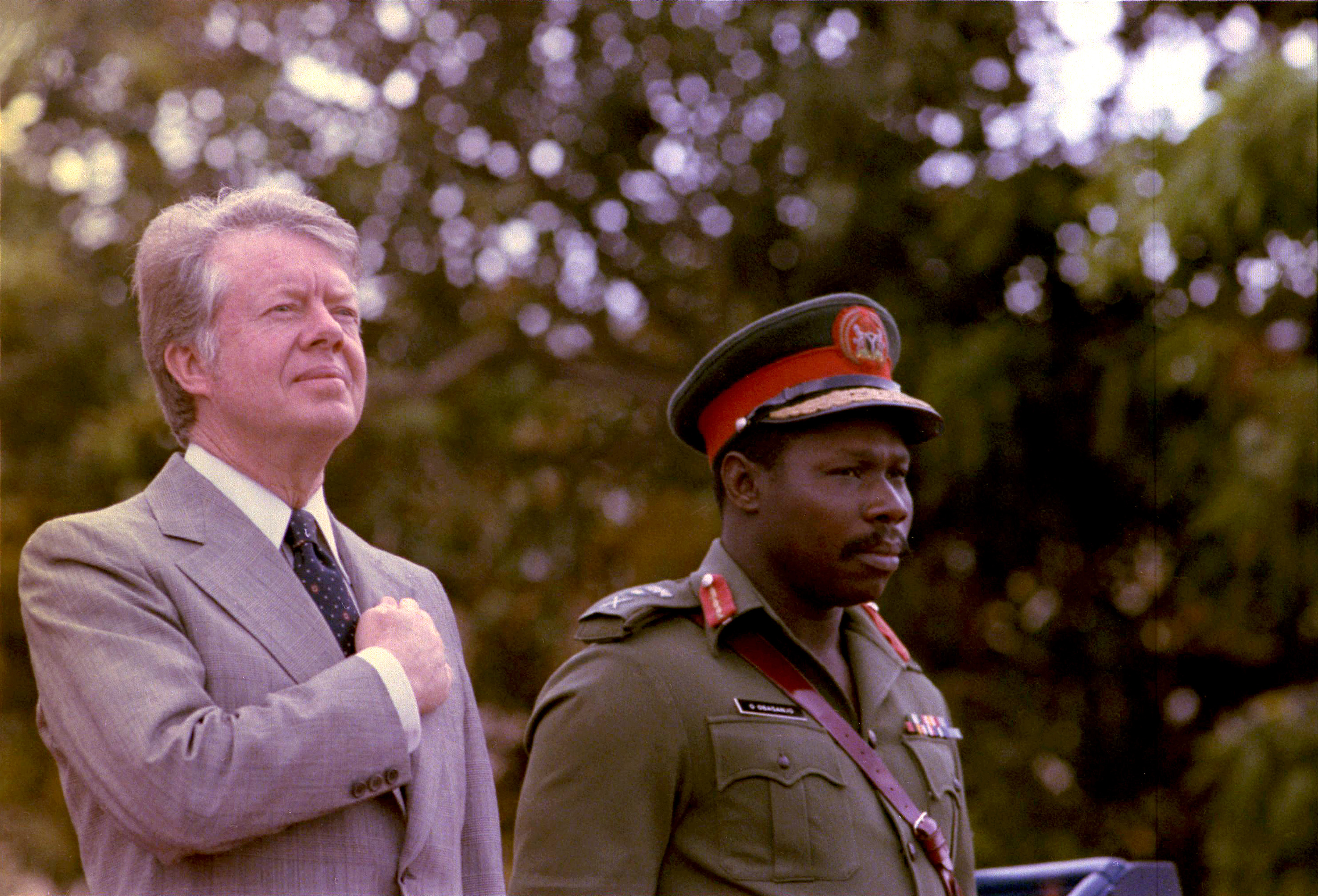
Carter cu liderul nigerian Olusegun Obasanjo la

Într-o cuvântare ținută în fața oficialilor africani la Organizația Națiunilor Unite în 4 octombrie 1977, Carter a declarat interesul SUA de a „vedea o Africă puternică, viguroasă, liberă și prosperă, cu cât mai mult control asupra guvernării ei în mâinile locuitorilor țărilor voastre” și a subliniat eforturile lor unite privind „problema modului de rezolvare a chestiunii din Rhodesia, Zimbabwe”. Într-o conferință de presă mai târziu în aceeași lună, Carter a subliniat că SUA doreau „să lucreze armonios cu Africa de Sud pentru a face față amenințărilor la adresa păcii din Namibia și în special din Zimbabwe”, precum și să elimine problemele rasiale precum apartheidul și pentru șanse egale în alte aspecte ale societății din regiune.
Carter a vizitat Nigeria între 31 martie și 3 aprilie 1978, pentru a îmbunătăți relațiile; a fost primul președinte american care a făcut acest lucru. El a reiterat interesul pentru convocarea unei conferințe de pace în Rhodesia care să implice toate părțile și a spus că SUA manevrează atât cât poate.
Alegerile lui Margaret Thatcher ca prim-ministru al Regatului Unit și Abel Muzorewa⁠(d) ca prim-ministru în Rhodesia Zimbabwe⁠(d), refuzul de către Africa de Sud al unui plan pentru independența Africii de Sud-Vest⁠(d) și opoziția internă în Congres au fost văzute ca o lovitură grea pentru politica administrației Carter față de Africa de Sud. La 16 mai 1979, Senatul a votat în favoarea ridicării sancțiunilor economice împotriva Rhodesiei, pe care unii rodezieni și sud-africani au considerat-o o lovitură potențial fatală pentru eforturile diplomatice comune pe care Statele Unite și Regatul Unit le urmăriseră în regiune timp de trei ani și pentru orice compromis între liderii de la Salisbury și gherile. Pe 3 decembrie, secretarul de stat Cyrus Vance i-a promis senatorului Jesse Helms⁠(d) că, atunci când guvernatorul britanic va sosi la Salisbury pentru a pune în aplicare un acord convenit la Lancaster House și va începe procesul electoral, președintele va lua măsuri prompte pentru ridicarea sancțiunilor împotriva Rhodesiei Zimbabwe.

#### Asia de Est

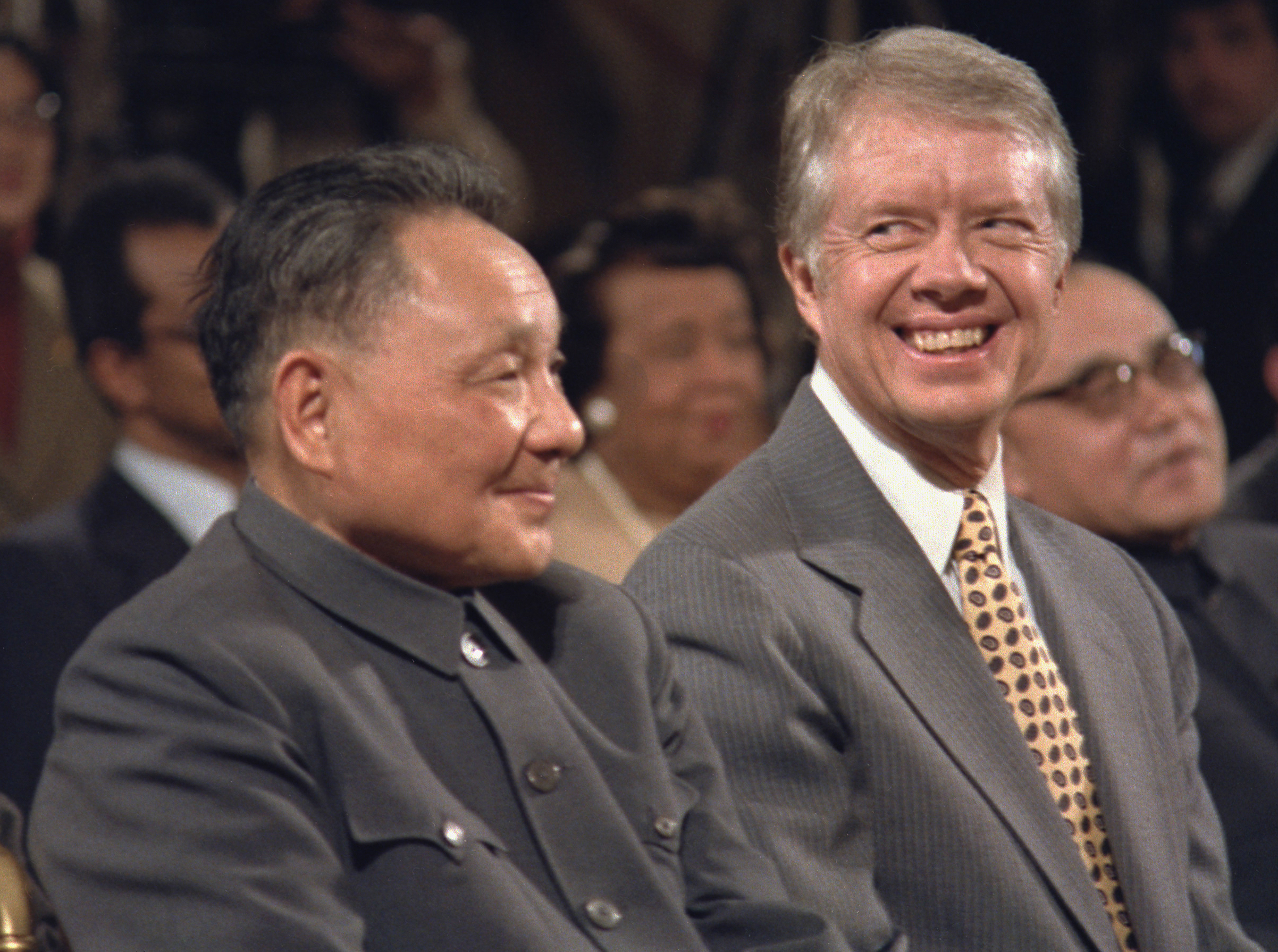
Deng Xiaoping cu Carter în 1979

Carter a căutat relații mai strânse cu Republica Populară Chineză (RPC), continuând politica drastică de apropiere începută de administrația Nixon. Cele două țări au colaborat din ce în ce mai mult împotriva Uniunii Sovietice, iar administrația Carter a consimțit tacit la invazia chineză⁠(d) a Vietnamului. În decembrie 1978, el a anunțat intenția Statelor Unite de a recunoaște și de a stabili în mod oficial relații diplomatice depline cu RPC începând cu 1 ianuarie 1979, rupând în același timp legăturile cu Taiwanul, revocând inclusiv un tratat de apărare reciprocă semnat cu acesta din urmă. În 1979, Carter a recunoscut diplomatic oficial RPC. Această decizie a dus la o explozie a schimburilor comerciale între Statele Unite și RPC, care efectua reforme economice sub conducerea lui Deng Xiaoping.
După invazia sovietică a Afganistanului, Carter a permis vânzarea de provizii militare către China și a început negocierile pentru schimbul de informații militare. În ianuarie 1980, Carter a revocat unilateral tratatul de apărare reciprocă sino-american cu Republica Chineză (ROC), care pierduse controlul Chinei continentale în favoarea RPC în 1949, dar și-a păstrat controlul asupra insulei Taiwan. Republicanii conservatori au contestat în instanță abrogarea de către Carter a tratatului, dar Curtea Supremă a hotărât că problema era o chestiune politică⁠(d) nejustițiabilă în cazul Goldwater v. Carter⁠(d). SUA au continuat să mențină contacte diplomatice cu Republica China în virtutea Legii relațiilor cu Taiwanul din 1979.
În timpul președinției lui Carter, SUA au continuat să sprijine Indonezia ca aliat în Războiul Rece, în ciuda încălcărilor drepturilor omului în Timorul de Est. Încălcările au urmat invaziei și ocupării Timorului de Est de către Indonezia din decembrie 1975⁠(d). Sub administrația lui Carter, asistența militară acordată Indoneziei a crescut, atingând apogeul în 1978. Aceasta a intrat în contradicție cu politica declarată a lui Carter de „nu vinde arme dacă ar exacerba un potențial conflict într-o regiune a lumii”.
În timpul unei conferințe de presă din 9 martie 1977, Carter și-a reafirmat interesul de a avea o retragere treptată a trupelor americane din Coreea de Sud și a spus că dorește ca Coreea de Sud să aibă în cele din urmă „forțe terestre adecvate deținute și controlate de guvernul sud-coreean pentru a se apăra împotriva oricărei intruziuni din Coreea de Nord”. Pe 19 mai, The Washington Post l-a citat pe șeful de stat major al forțelor americane din Coreea de Sud, John K. Singlaub⁠(d), care criticase retragerea trupelor din Peninsula Coreeană de către Carter. Mai târziu în acea zi, secretarul de presă Rex Granum a anunțat că Carter l-a chemat pe Singlaub la Casa Albă și a confirmat că Carter a văzut articolul din Washington Post. Carter l-a eliberat pe Singlaub din funcție pe 21 mai, după o întâlnire între cei doi.
În timpul unei conferințe de presă din 26 mai 1977, Carter a spus că în cazul unui conflict, Coreea de Sud se poate apăra cu un număr redus de trupe americane. Între 30 iunie și 1 iulie 1979, Carter a avut întâlniri cu președintele Coreei de Sud Park Chung Hee la Casa Albastră pentru o discuție despre relațiile dintre SUA și Coreea de Sud, precum și despre interesul lui Carter de a-și menține politica de reducere a tensiunilor la nivel mondial. Pe 21 aprilie 1978, Carter a anunțat o reducere cu două treimi a trupelor americane în Coreea de Sud, programată a fi efectuată până la sfârșitul anului, invocând lipsa de acțiune a Congresului în ceea ce privește un pachet de ajutor compensator pentru guvernul sud-coreean.

#### Iranul

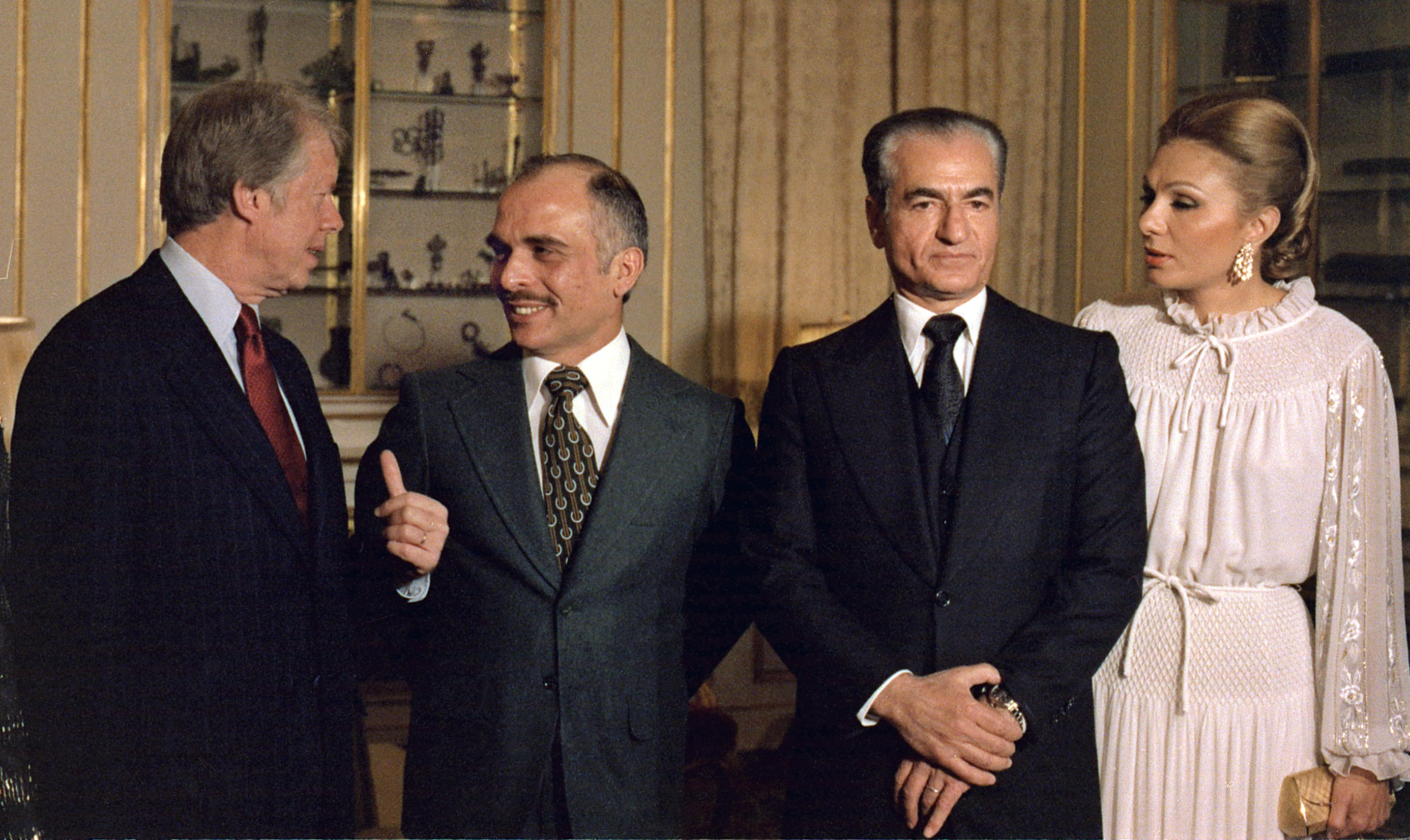
Carter cu regele Hussein al Iordaniei și șahul Iranului în 1977

Pe 15 noiembrie 1977, Carter a promis că administrația sa va continua relațiile pozitive dintre SUA și Iran, afirmând că la acea dată Iranul era „puternic, stabil și progresist”. La 31 decembrie 1977, el a numit Iranul condus de șah o „insulă a stabilității” care devenise posibilă prin „admirația și dragostea pe care poporul vi le oferă [șahului]”. Carter a lăudat „marele leadership” al șahului și a vorbit despre „prietenia personală” dintre ei. Când șahul a fost răsturnat, Iranul a fost cuprins de antiamericanism, care s-a intensificat atunci când Carter a permis ca șahul să fie internat la Centrul de Cancer Memorial Sloan Kettering⁠(d) din New York, pe 22 octombrie 1979.
La 4 noiembrie 1979, un grup de studenți iranieni a luat cu asalt ambasada SUA la Teheran⁠(d). Ei erau Studenți Musulmani Adepți ai Liniei Imamului⁠(d) și susțineau Revoluția Iraniană. Cincizeci și doi de diplomați și cetățeni americani au fost ținuți ostatici în următoarele 444 de zile. Ei au fost eliberați a doua zi după ce Ronald Reagan i-a succedat lui Carter ca președinte pe 20 ianuarie 1981. În timpul crizei, Carter a rămas izolat la Casa Albă mai mult de 100 de zile, perioadă pe care a întrerupt-o doar pentru a participa la aprinderea Menorei Naționale⁠(d) de pe Elipsă⁠(d).
La o lună de la începutul afacerii, Carter și-a anunțat angajamentul de a rezolva disputa fără „o acțiune militară care să provoace vărsare de sânge sau să-i trezească pe răpitorii instabili ai ostaticilor noștri să-i atace sau să-i pedepsească”. La 7 aprilie 1980, el a emis Ordinul executiv 12205, impunând sancțiuni economice împotriva Iranului și a anunțat alte măsuri guvernamentale pe care le considera necesare pentru a asigura o eliberare în siguranță.
Pe 24 aprilie 1980, Carter a ordonat Operațiunea Eagle Claw, o tentativă de eliberare a ostaticilor. Misiunea a eșuat, și s-a soldat cu moartea a opt militari americani și cu distrugerea a două avioane. Eșecul l-a determinat pe secretarul de stat Cyrus Vance, care se opusese misiunii, să demisioneze.
În 2017, a fost desecretizată o notă produsă de CIA în 1980, care concluziona că „militarii iranieni — în special ayatollahul Khomeini” erau „hotărâți să exploateze problema ostaticilor pentru a provoca înfrângerea președintelui Carter la alegerile din noiembrie”. În plus, Teheranul dorea în 1980 ca „lumea să creadă că imamul Khomeini a provocat căderea și rușinea președintelui Carter”.

#### Uniunea Sovietică

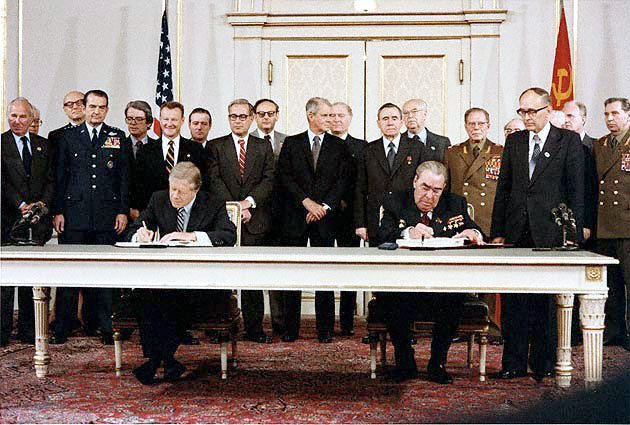
Carter și Leonid Brejnev semnând tratatul SALT II la Palatul Hofburg din Viena,

La 8 februarie 1977, Carter a declarat că a îndemnat Uniunea Sovietică să se alinieze cu SUA pentru a forma „o interdicție cuprinzătoare a testelor pentru a opri toate testele nucleare cel puțin pentru o perioadă lungă de timp” și că este în favoarea încetării desfășurării de către Uniunea Sovietică a rachetelor RSD-10 Pioner. În timpul unei conferințe de presă din 13 iunie, el a spus că, la începutul săptămânii, SUA vor „colabora îndeaproape cu Uniunea Sovietică la un tratat cuprinzător de interzicere a testelor care să interzică toate testele dispozitivelor nucleare în subteran sau în atmosferă”, și că Paul Warnke⁠(d) avea să negocieze cu Uniunea Sovietică demilitarizarea Oceanului Indian începând cu săptămâna următoare.
La o conferință de presă din 30 decembrie 1977, Carter a spus că „în ultimele luni, Statele Unite și Uniunea Sovietică au făcut progrese mari în tratarea unei lungi liste de probleme importante, dintre care cea mai importantă este controlul desfășurării de arme nucleare”, și că cele două țări își asumă să încheie discuțiile pe tema SALT II până în primăvara anului următor. Discuțiile despre un tratat cuprinzător de interzicere a testelor s-au materializat odată cu semnarea celui de al doilea tratat de limitare a armelor strategice de către Carter și Leonid Brejnev la 18 iunie 1979.
În 1979, sovieticii au intervenit în al doilea război yemenit⁠(d). Susținerea de către sovietici a Yemenului de Sud a constituit un „șoc mai mic”, în tandem cu tensiunile crescânde cauzate de Revoluția Iraniană. Aceasta a avut un rol în schimbarea poziției lui Carter față de Uniunea Sovietică într-una mai asertivă, o schimbare care s-a finalizat odată cu iminentul război sovieto-afgan.
În discursul său din 1980 privind starea Uniunii, Carter a subliniat importanța relațiilor dintre cele două regiuni: „Acum, la fel ca în ultimele 3 decenii și jumătate, relația dintre țara noastră, Statele Unite ale Americii și Uniunea Sovietică este cel mai critic factor care va determina dacă lumea va trăi în pace sau va fi cuprinsă de un conflict global.”

##### Invazia sovietică a Afganistanului
Comuniștii sub conducerea lui Nur Muhammad Taraki⁠(d) au preluat puterea în Afganistan⁠(d) la 27 aprilie 1978. Noul regim a semnat un tratat de prietenie cu Uniunea Sovietică în luna decembrie a aceluiași an. Din cauza îmbunătățirii de către regim a educației seculare și a redistribuirii pământului care a coincis cu execuțiile în masă și opresiunea politică, Taraki a fost destituit de rivalul Hafizullah Amin⁠(d) în septembrie. Observatorii străini îl considerau pe Amin un „psihopat brutal”. El pierduse controlul asupra unei mari părți a țării, ceea ce a determinat Uniunea Sovietică să invadeze Afganistanul pe 24 decembrie 1979, să-l execute pe Amin și să-l instaleze pe Babrak Karmal⁠(d) ca președinte.

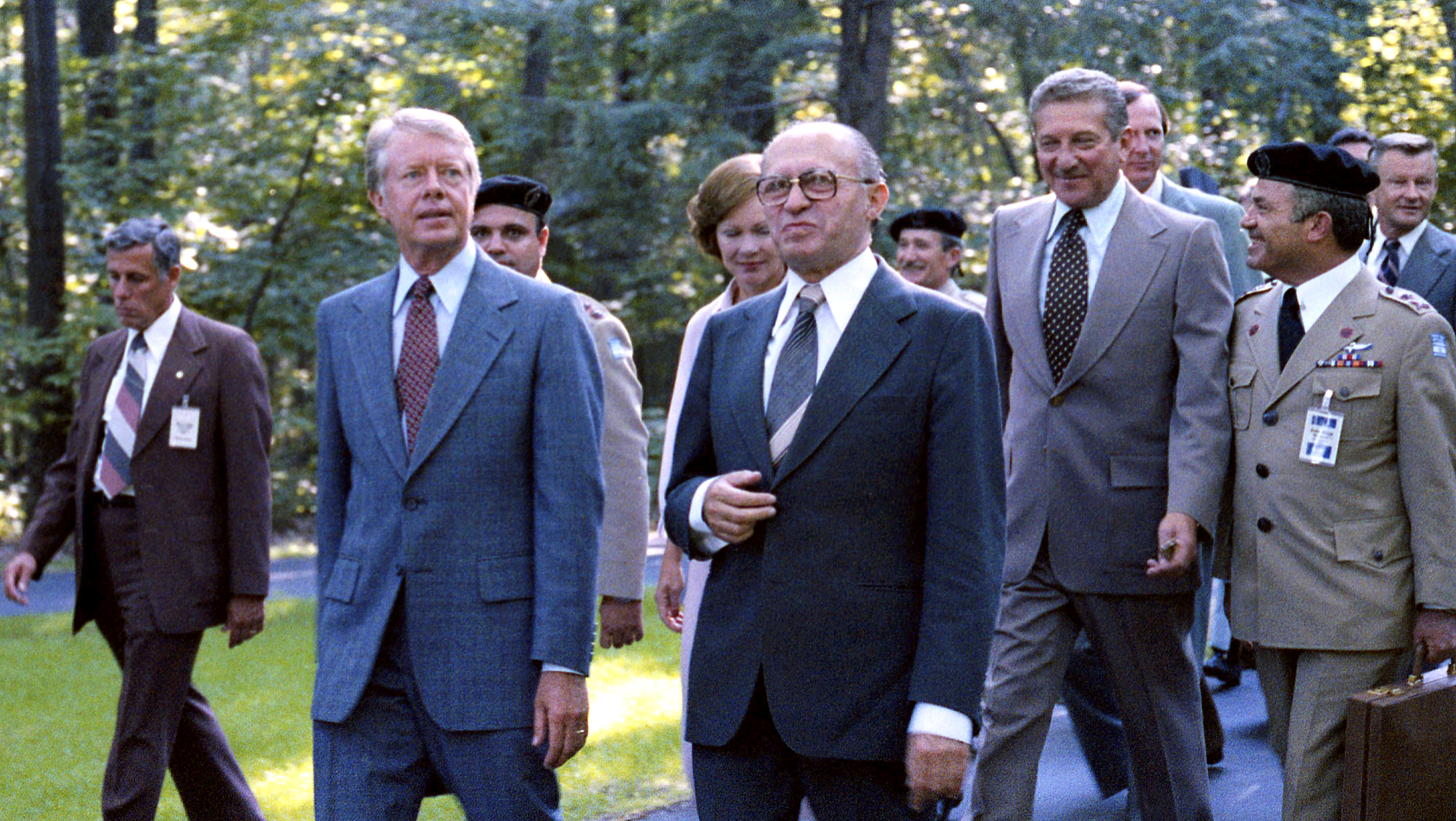
Carter, Begin și Zbigniew Brzezinski în septembrie 1978

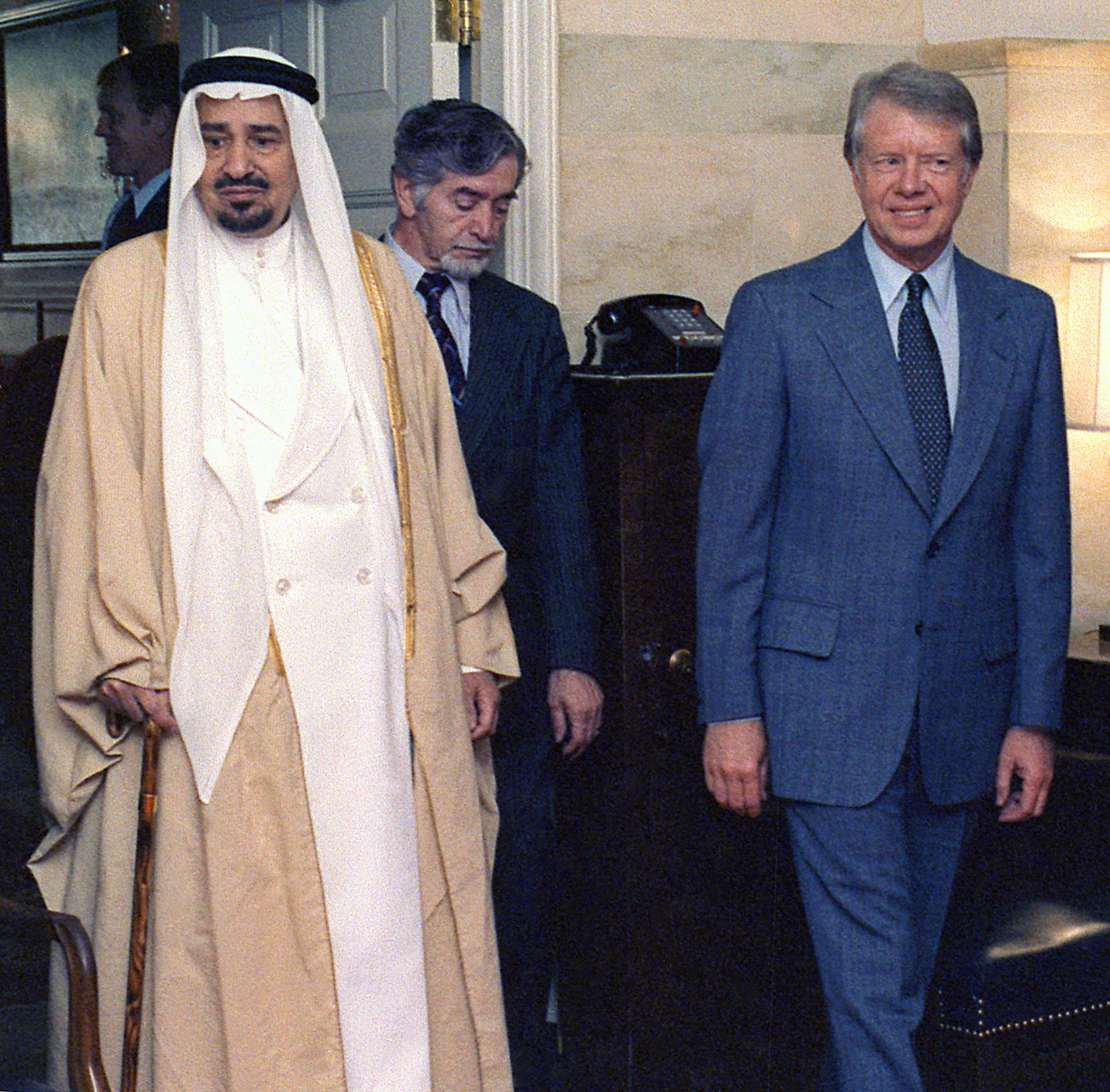
Regele Khalid al Arabiei Saudite și Carter în octombrie 1978

În Occident, invazia sovietică a Afganistanului a fost considerată o amenințare la adresa securității globale și a rezervelor de petrol din Golful Persic, precum și a existenței Pakistanului. Aceste preocupări l-au determinat pe Carter să extindă colaborarea dintre CIA și Inter-Serviciile de Informații⁠(d) (ISI) din Pakistan, care începuse în iulie 1979, când CIA a început să ofere asistență neletală în valoare de 695.000 de dolari (de exemplu, „numerar, echipament medical și radiotransmițătoare") către mujahedinii afgani⁠(d). Sfera modestă a acestei colaborări timpurii a fost probabil influențată de înțelegerea, relatată mai târziu de oficialul CIA, Robert Gates⁠(d), „că un program substanțial de ajutor secret al SUA” ar fi putut „crește miza”, determinând astfel „sovieticii să intervină mai direct și mai viguros decât ar fi dorit altfel”.
Conform unei analize efectuate în jurnalul Diplomatic History⁠(d) în 2020 asupra documentelor americane declasificate de către Conor Tobin: „Semnificația principală a acestui ajutor pe scară mică a fost crearea de legături constructive cu dizidenții prin intermediul ISI din Pakistan, care ar putea fi utilizate în cazul unei intervenții sovietice deschise. ... Programul secret pe scară mică care s-a dezvoltat ca răspuns la creșterea influenței sovietice a făcut parte dintr-un plan de urgență în cazul în care sovieticii ar interveni militar, deoarece Washingtonul ar fi într-o poziție mai bună pentru a le îngreuna consolidarea poziției, dar nu era conceput pentru a induce o intervenție.”
La 28 decembrie 1979, Carter a semnat o constatare prezidențială care permitea în mod explicit CIA să transfere „echipament militar letal fie direct, fie prin țări terțe către oponenții afgani ai intervenției sovietice în Afganistan” și să organizeze „antrenament selectiv, desfășurat în afara Afganistanului, în utilizarea unui astfel de echipament, fie direct, fie prin intermedierea unei țări terțe.” Constatarea sa a definit misiunea CIA drept „hărțuire” a trupelor sovietice; la acea vreme, „acesta nu era un război pe care CIA se aștepta să-l câștige de-a dreptul pe câmpul de luptă”, după cum s-a exprimat Steve Coll⁠(d).
Carter era hotărât să răspundă dur la ceea ce el considera a fi o provocare periculoasă. Într-un discurs televizat din 23 ianuarie 1980, el a anunțat sancțiuni împotriva Uniunii Sovietice, a promis reînnoirea ajutorului pentru Pakistan și Sistemul de Serviciu Selective, și a angajat SUA în apărarea Golfului Persic⁠(d). Carter a impus un embargo asupra transporturilor de cereale către URSS, a pus pe masă SALT II, a cerut o creștere anuală de 5% a cheltuielilor pentru apărare și a cerut boicotarea Jocurilor Olimpice de vară din 1980 de la Moscova, cărora i s-au alăturat în cele din urmă 65 de alte țări. Prim-ministrul britanic Margaret Thatcher a susținut cu entuziasm atitudinea dură a lui Carter. Consilierul pentru Securitate Națională Zbigniew Brzezinski a jucat un rol major în organizarea politicilor lui Carter privind Uniunea Sovietică într-o mare strategie de ansamblu.
La începutul anului 1980, Carter a determinat direcția politicii SUA pe durata războiului: a inițiat un program de înarmare a mujahedinilor prin intermediul ISI din Pakistan⁠(d) și a obținut din partea Arabiei Saudite un angajament de a contribui la acest obiectiv cu o sumă egală cu finanțarea de către SUA. În ciuda cheltuielilor uriașe, Uniunea Sovietică nu a reușit să înăbușe insurgența și s-a retras din Afganistan⁠(d) în 1989, pe fondul tulburărilor economice, politice și sociale din URSS, precipitându-i prăbușirea care avea să aibă loc doi ani mai târziu. Dirijarea ajutorului SUA prin Pakistan a dus la unele controverse, deoarece armele trimise în Karachi erau controlate frecvent de Pakistan, al cărui guvern a influențat destinația ajutoarelor. În ciuda acestui fapt, Carter nu și-a exprimat niciun regret pentru decizia sa de a sprijini ceea ce el încă consideră că erau luptători afgani pentru libertate.

#### Călătorii internaționale

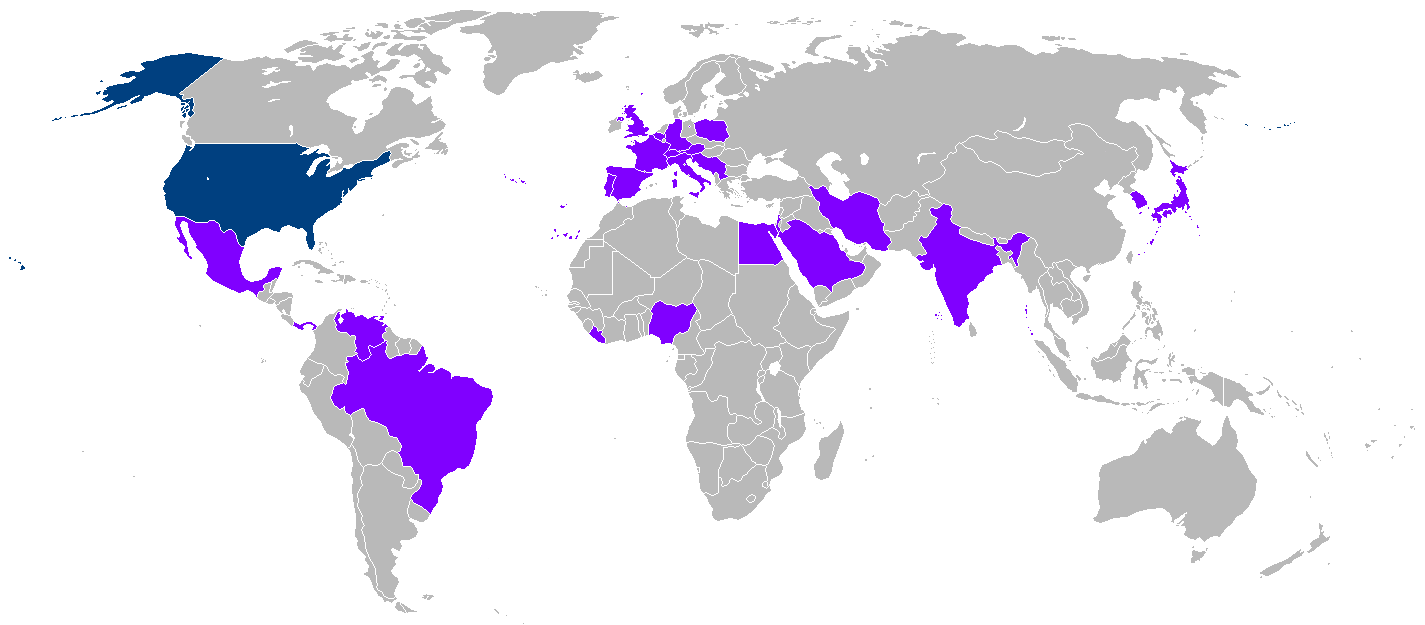
Țări vizitate de Carter în timpul președinției sale

Carter a făcut douăsprezece călătorii internaționale în 25 de țări în calitate de președinte. El a fost primul președinte care a făcut o vizită de stat în Africa Subsahariană când a plecat în Nigeria în 1978. Printre călătoriile sale s-au numărat și unele în Europa, Asia și America Latină. A făcut mai multe călătorii în Orientul Mijlociu pentru a intermedia negocierile de pace. Vizita sa în Iran din 31 decembrie 1977 și 1 ianuarie 1978 a avut loc cu mai puțin de un an înainte de răsturnarea șahului Mohammad Reza Pahlavi.

### Acuzații și anchete
Demisia din 21 septembrie 1977 a lui Bert Lance⁠(d), care era director al biroului de management și buget în administrația Carter, a venit pe fondul acuzațiilor de activități bancare necorespunzătoare dinaintea mandatului său și a constituit o problemă de imagine pentru Carter. 
Carter a devenit primul președinte în exercițiu care a depus mărturie sub jurământ, ca parte a unei anchete care îl viza, după ce procurorul general al Statelor Unite, Griffin Bell⁠(d) l-a numit pe Paul J. Curran⁠(d) avocat special pentru a ancheta împrumuturile acordate afacerii cu arahide deținută de Carter, acordate de o bancă controlată de Lance. Poziția de avocat special a lui Curran, nu îi permitea să depună acuzații pe cont propriu. Curran a anunțat în octombrie 1979 că nu au fost găsite dovezi care să susțină acuzațiile că fondurile împrumutate de la Banca Națională a Georgiei ar fi fost deturnate către campania prezidențială a lui Carter din 1976, și a pus capăt anchetei.

### Campania prezidențială din 1980

Harta electorală a alegerilor din 1980

Carter a scris mai târziu că cea mai intensă și crescândă opoziție față de politicile sale a venit din partea aripii liberale a Partidului Democrat, pe care a atribuit-o ambiției lui Ted Kennedy de a-l înlocui la președinție. După ce Kennedy și-a anunțat candidatura în noiembrie 1979, întrebările despre activitățile sale în timpul candidaturii prezidențiale au fost un subiect frecvent al conferințelor de presă ale lui Carter în timpul primarelor prezidențiale democrate. În ciuda faptului că a câștigat state-cheie precum California și New York, Kennedy și-a surprins susținătorii derulând o campanie slabă, iar Carter a câștigat majoritatea alegerilor primare și și-a asigurat renominalizarea. Kennedy mobilizase aripa liberală a Partidului Democrat, care i-a oferit lui Carter un sprijin slab în alegerile din toamnă.
Carter și Mondale au fost nominalizați oficial la Convenția Națională Democrată din 1980⁠(d) din New York City. Carter a ținut un discurs remarcabil prin omagiul adus regretatului Hubert Humphrey, pe care l-a numit inițial „Hubert Horatio Hornblower⁠(d)”, iar Kennedy a ținut discursul „The Dream Shall Never Die”, în care l-a criticat pe Reagan și nu l-a susținut pe Carter.
Alături de Reagan și Kennedy, lui Carter i s-a opus centristul John B. Anderson⁠(d), care participase anterior la alegerile primare prezidențiale republicane și, după ce a pierdut în fața lui Reagan, a reintrat în cursă ca independent. Anderson s-a prezentat ca o alternativă mai liberală la conservatorismul lui Reagan. Pe măsură ce campania a continuat, cifrele lui Anderson în sondaje au scăzut, iar baza lui a fost atrasă treptat de Carter sau Reagan. Carter a trebuit să argumenteze împotriva propriei sale economii pline de „stagflație”, în timp ce criza ostaticilor din Iran domina știrile în fiecare săptămână. El a fost atacat de conservatori pentru că nu „a prevenit câștigurile sovietice” în țările mai puțin dezvoltate, deoarece guvernele pro-sovietice preluaseră puterea în țări precum Angola, Etiopia, Nicaragua și Afganistan. Fratele său, Billy Carter, a stârnit controverse din cauza asocierii sale cu regimul lui Muammar Gaddafi din Libia⁠(d). El i-a înstrăinat pe studenții liberali, despre care se aștepta să fie baza lui, prin reintroducerea înregistrării pentru recrutarea militară. Managerul său de campanie și fostul secretar de numiri, Timothy Kraft⁠(d), a demisionat cu cinci săptămâni înainte de alegerile generale, pe fondul unor acuzații ce s-au dovenit a fi necoroborate, că ar fi consumat cocaină.
Pe 28 octombrie 1980, Carter și Reagan au participat la singura dezbatere prezidențială la care au fost prezenți amândoi, din tot ciclul electoral, din cauza refuzului lui Carter de a participa la dezbateri la care participa Anderson. Deși inițial era în urma lui Carter cu mai multe puncte, Reagan a reușit să crească în sondaje după dezbatere. Această creștere a fost parțial influențată de faptul că Reagan a folosit expresia „iar începi⁠(d)”, care a devenit expresia definitorie a alegerilor. S-a descoperit ulterior că în ultimele zile ale campaniei, echipa lui Reagan a achiziționat documente clasificate⁠(d) folosite de Carter pentru a pregăti dezbaterea.
Reagan l-a învins pe Carter detașat, câștigând 489 de voturi electorale. Senatul a devenit republican⁠(d) pentru prima dată din 1952. În discursul său de recunoaștere a înfrângerii, Carter s-a mărturisit rănit de rezultatul alegerilor, dar a promis „o perioadă de tranziție foarte bună” cu președintele ales Reagan.

## Post-președinție (1981-2024)
La scurt timp după ce a pierdut realegerea, Carter a spus corpului de presă de la Casa Albă că intenționează să imite retragerea lui Harry S. Truman și să nu-și folosească viața publică ulterioară pentru a se îmbogăți.

### Diplomație
Diplomația a reprezentat o mare parte a post-președinției lui Carter. Aceste eforturi diplomatice au început în Orientul Mijlociu, cu o întâlnire din septembrie 1981 cu prim-ministrul Israelului⁠(d) Menachem Begin și un turneu efectuat în martie 1983 în Egipt, care a inclus întâlniri cu membrii Organizației pentru Eliberarea Palestinei.
În 1994, președintele Bill Clinton a cerut asistența lui Carter într-o misiune de pace în Coreea de Nord, în timpul căreia Carter a negociat o înțelegere cu Kim Il Sung. Carter a schițat un tratat cu Kim, pe care l-a anunțat pentru CNN fără acordul administrației Clinton, pentru a stimula acțiunea americană.

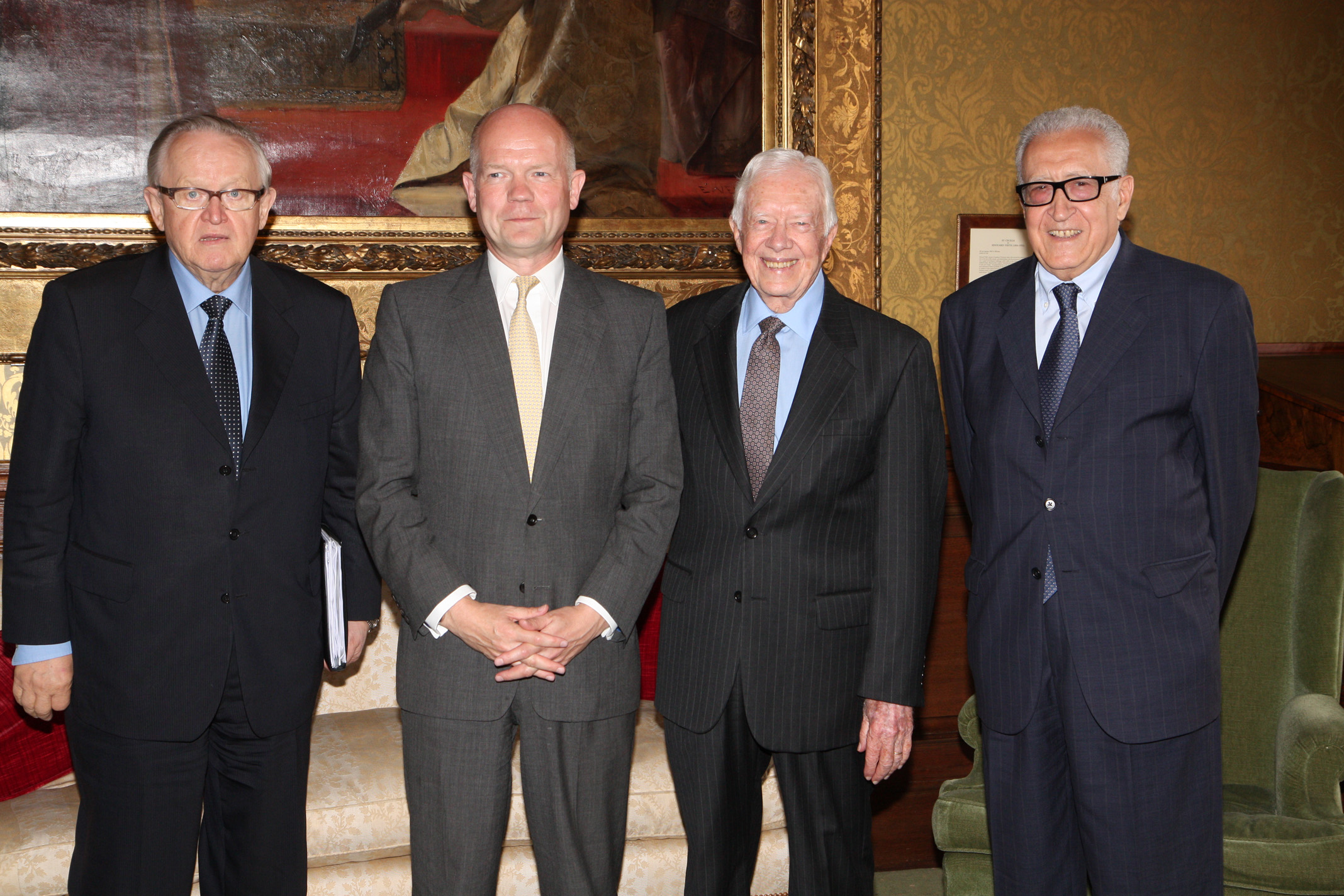
Carter (al doilea de la dreapta) cu Martti Ahtisaari, și Lakhdar Brahimi din grupul The Elders la Londra,.

În martie 1999, Carter a vizitat Taiwanul și s-a întâlnit cu președintele Lee Teng-hui⁠(d). În timpul întâlnirii, Carter a lăudat progresul înregistrat de Taiwan în ce privește democrația, drepturile omului, economia, cultura, știința și tehnologia.
În 2006, Carter și-a declarat dezacordul cu politica internă și externă a Israelului, spunând însă că sprijină țara, extinzându-și criticile la adresa politicilor Israelului în Liban, Cisiordania și Gaza.
În iulie 2007, Carter, împreună cu Nelson Mandela, și-a anunțat la Johannesburg, Africa de Sud, participarea la The Elders⁠(d), un grup de lideri globali independenți care lucrează împreună pe probleme de pace și drepturile omului. După anunț, Carter a participat la vizite în Darfur, Sudan, Cipru, Peninsula Coreeană și Orientul Mijlociu, printre altele. El a încercat să călătorească în Zimbabwe în noiembrie 2008, dar a fost oprit de guvernul președintelui Robert Mugabe. În decembrie 2008, Carter s-a întâlnit cu președintele sirian Bashar al-Assad și, într-un apel din iunie 2012 alături de Jeffery Brown⁠(d), a subliniat că generalii militari egipteni ar putea prelua puterea executivă și legislativă deplină pentru a forma o nouă constituție care să-i favorizeze pe ei înșiși dacă intențiile lor anunțate s-ar adeveri.
Pe 10 august 2010, Carter a călătorit în Coreea de Nord pentru a asigura eliberarea lui Aijalon Gomes⁠(d), reușind prin negocieri să obțină eliberarea lui. În ultima parte a anului 2017, pe măsură ce tensiunile dintre SUA și Coreea de Nord persistau, Carter a recomandat un tratat de pace între cele două țări și a confirmat că s-a oferit administrației Trump drept candidat dispus să fie trimis diplomatic în Coreea de Nord.

### Opinii despre președinții succesivi
Carter și-a început primul an după plecarea din funcție angajându-se să nu critice noua administrație Reagan, declarând că este „prea devreme”. El a fost de partea lui Reagan în probleme precum construirea de arme cu neutroni după invazia sovietică a Afganistanului, deși i-a criticat frecvent administrația, denunțând multe dintre acțiunile acesteia în Orientul Mijlociu; în 1987, Carter a insistat că Reagan este incapabil să păstreze pacea în Orientul Mijlociu. Carter a condamnat gestionarea masacrului de la Sabra și Shatila⁠(d), lipsa eforturilor de salvare și recuperare a patru oameni de afaceri americani din Beirutul de Vest în 1984, sprijinul lui Reagan pentru Inițiativa de Apărare Strategică în 1985 și afirmația sa cum că ar exista o conspirație internațională în favoarea terorismului. În 1987, el l-a criticat pe Reagan pentru că a cedat la revendicări ale teroriștilor, pentru că l-a numit pe Robert Bork la Curtea Supremă și pentru felul cum a gestionat criza din Golful Persic.
Pe 16 ianuarie 1989, înainte de inaugurarea lui George H.W. Bush, Carter i-a spus fostului președinte Ford că Reagan a trăit o perpetuă lună de miere cu presa, spunând că crede că succesorul imediat al lui Reagan va fi mai puțin norocos.
Carter a avut o relație în mare parte proastă cu Bill Clinton, care l-a ignorat încă de la ceremonia de inaugurare. El s-a îndoit de moralitatea administrației Clinton, în special pentru scandalul Monica Lewinsky⁠(d) și grațierea lui Marc Rich.
În timpul președinției lui George W. Bush, Carter s-a opus războiului din Irak și la ceea ce el considera a fi o încercare a lui Bush și Tony Blair de a-l înlătura pe Saddam Hussein folosind „minciuni și interpretări greșite”. În mai 2007, Carter a spus că administrația Bush „a fost cea mai proastă din istorie” în ceea ce privește impactul său în afacerile externe; ulterior, a nuanțat, afirmând că doar compara mandatul lui Bush cu cel al lui Richard Nixon. Tony Fratto⁠(d) a răspuns comentariilor lui Carter în numele administrației Bush spunând că aceste comentarii au sporit irelevanța lui Carter. Până la sfârșitul celui de al doilea mandat al lui Bush, Carter considera președinția lui Bush a fi una dezamăgitoare, după cum s-a exprimat pentru Forward Magazine⁠(d) din Siria.
Deși l-a lăudat pe președintele Barack Obama în prima parte a mandatului său, Carter și-a declarat dezacordul cu acesta cu privire la utilizarea loviturilor cu drone împotriva suspecților de terorism, la alegerea lui Obama de a menține deschis centrul de detenție din Guantanamo Bay și la programele federale de supraveghere dezvăluite de Edward Snowden.
În timpul președinției lui Donald Trump, Carter a vorbit favorabil despre șansele reformei imigrației și l-a criticat pe Trump pentru gestionarea protestelor de la intonarea imnului național al SUA. În octombrie 2017, el l-a apărat pe Trump într-un interviu pentru The New York Times, criticând acoperirea lui de către mass-media ca fiind mai dură „decât orice alt președinte despre care am știut”. În 2019, Trump l-a sunat pe Carter și și-a exprimat îngrijorarea că China „o ia înaintea” Statelor Unite. Carter a fost de acord, spunând că puterea Chinei provine din lipsa ei de implicare în conflictele armate, numind SUA „cea mai războinică națiune din istoria lumii.”

### Politica prezidențială

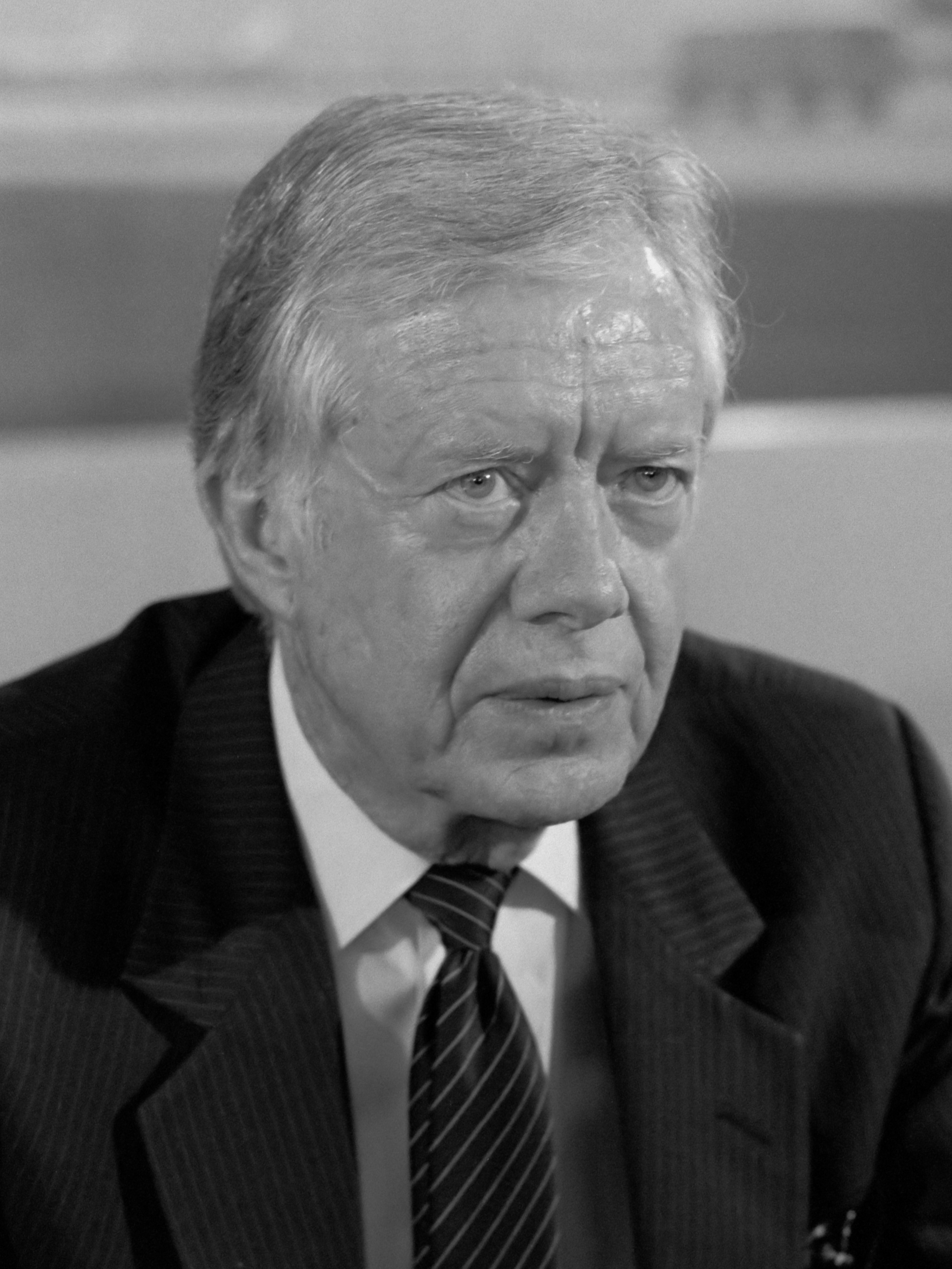
Carter în 1988

Carter a fost considerat un potențial candidat la alegerile prezidențiale din 1984⁠(d), dar nu a candidat și l-a susținut pe Walter Mondale pentru nominalizarea democrată. După ce Mondale a obținut nominalizarea, Carter a criticat campania lui Reagan, a vorbit la Convenția Națională Democrată din 1984 și l-a consiliat pe Mondale. După alegeri, în care Reagan l-a învins pe Mondale, Carter a spus că înfrângerea era previzibilă, deoarece platforma lui Mondale includea creșterea taxelor.
La alegerile prezidențiale din 1988⁠(d), Carter a declarat în avans că exclude candidatura și a prezis că vicepreședintele George HW Bush va fi candidatul republican. Carter a prevăzut unitate la Convenția Națională Democrată din 1988, unde a rostit un discurs. După alegeri, pe care Bush le-a câștigat, Carter a spus că Bush va avea o președinție mai dificilă decât Reagan, deoarece nu era la fel de popular.
În timpul alegerilor prezidențiale din 1992⁠(d), Carter s-a întâlnit cu senatorul Paul Tsongas⁠(d), care i-a cerut sfatul. Carter a vorbit favorabil despre fostul guvernator al Arkansasului Bill Clinton și l-a criticat pe Ross Perot⁠(d), un miliardar din Texas care candida ca independent. La finalul primarelor, Carter a vorbit despre necesitatea ca Convenția Națională Democrată din 1992 să abordeze anumite probleme pe care nu s-au concentrat în trecut și a făcut campanie pentru Clinton după ce a devenit candidatul democrat, declarându-și public așteptările de a fi consultat în timpul președinției lui Clinton.
Carter l-a susținut pe vicepreședintele Al Gore cu câteva zile înainte de alegerile prezidențiale din 2000, și în anii următori și-a exprimat opinia că Gore a câștigat alegerile, deși Bush a fost declarat câștigător în urma hotărârii Curții Supreme în Bush v. Gore⁠(d).
La alegerile prezidențiale din 2004, Carter l-a susținut pe John Kerry și a vorbit la Convenția Națională Democrată din 2004. El și-a exprimat, de asemenea, îngrijorarea cu privire la alte probleme la numărarea voturilor în Florida.
În timpul primarelor prezidențiale ale democraților din 2008, s-a speculat că Carter îl va susține pe Barack Obama față de principalei sale rivale Hillary Clinton, deoarece Carter, la fel ca și alți membri ai familiei Carter, îl lăudase pe Obama. Carter a comentat și despre încheierea candidaturii lui Clinton atunci când superdelegații au votat după primarele din 3 iunie. Carter l-a criticat pe candidatul republican, John McCain și l-a avertizat pe Obama să nu o aleagă pe Clinton drept candidat viceprezidențial.
Carter l-a susținut pe republicanul Mitt Romney pentru nominalizarea republicană în timpul primarrelor de la alegerile prezidențiale din 2012, deși a clarificat că sprijinul său pentru Romney se datorează faptul că crede că fostul guvernator al Massachusettsului este contracandidatul care i-ar putea asigura cel mai bine o victorie președintelui Obama. Carter a ținut un discurs înregistrat video la Convenția Națională Democrată din 2012.

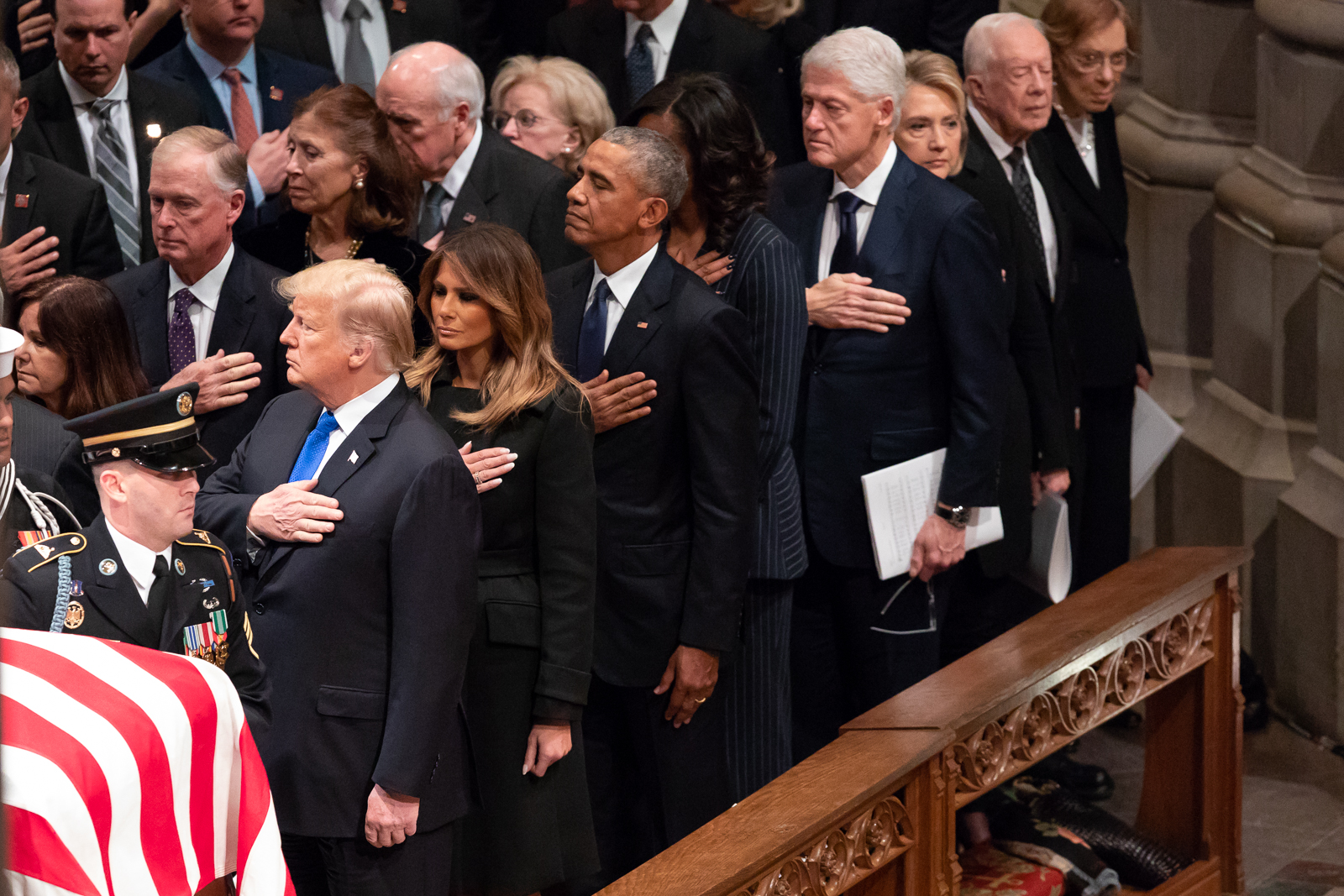
Înmormântarea de stat a lui George HW Bush în decembrie 2018. Carter și soția sa Rosalynn pot fi văzuți în extrema dreaptă a fotografiei.

Carter l-a criticat candidatul republican la președinție , Donald Trump, la scurt timp după ce acesta din urmă a intrat în primare, prezicând că va pierde. Pe măsură ce primarele se desfășurau, Carter a spus că l-ar prefera pe Trump principalului său rival, Ted Cruz, deși a criticat campania lui Trump în observațiile din timpul primarelor și în discursul său de la Convenția Națională Democrată din 2016. Carter consideră că Trump nu ar fi fost ales fără interferența Rusiei în alegerile din 2016⁠(d) și a arătat „că Trump nu a câștigat alegerile în 2016. A pierdut alegerile și a fost pus în funcție pentru că rușii au intervenit în favoarea lui”. Când a fost întrebat, el a confirmat că îl consideră pe Trump un „președinte nelegitim”. Într-o discuție din 2017 cu senatorul Bernie Sanders, Carter a dezvăluit că a votat pentru Sanders la primarele prezidențiale din 2016 ale Partidului Democrat.
Jimmy și Rosalynn Carter au transmis un mesaj audio înregistrat în care îl susțin pe Joe Biden la Convenția Națională Democrată virtuală din 2020. La 6 ianuarie 2021, în urma atacului asupra Capitoliul SUA, împreună cu ceilalți trei foști președinți în viață, Barack Obama, George W. Bush și Bill Clinton, Jimmy Carter a denunțat atacul, publicând o declarație în care spunea că el și soția sa au fost „tulburați” de evenimente, declarând și că ceea ce s-a întâmplat este „o tragedie națională și nu ne reprezintă pe noi ca națiune”, și adăugând că „după ce am observat alegeri în democrații cu probleme din întreaga lume, știu că noi, oamenii, ne putem uni pentru a ne întoarce din această prăpastie pentru a susține în mod pașnic legile națiunii noastre”. Carter a transmis un mesaj audio înregistrat pentru inaugurarea lui Joe Biden pe 20 ianuarie 2021, deoarece soții Carter nu au putut participa la ceremonie în persoană.
În noiembrie 2022, Curtea de Apel din SUA, Districtul IX a anulat decizia unui complet de trei judecători și a programat o reaudiere a cazului împotriva schimbului de terenuri propus de administrația Trump în Alaska pentru a permite construcția unui drum prin Rezervația Națională pentru Faună Sălbatică Izembek⁠(d). Într-o acțiune neobișnuită, Carter a depus o opinie în sprijinul procesului deschis de către grupurile de mediu, declarând că schimbul contravine Legii privind conservarea terenurilor de interes național din Alaska (Anilca), adoptată în 1980, aproape de sfârșitul mandatului lui Carter. La momentul depunerii înscrisului, el a spus că acea lege „este, poate, cea mai importantă realizare pe plan intern din toată viața mea politică”.

### Ajutorarea victimelor uraganelor
Carter a criticat gestionarea de către administrația Bush a uraganului Katrina și a construit locuințe după uraganul Sandy. De asemenea, a colaborat cu foști președinți și cu One America Appeal pentru a ajutora victimele uraganului Harvey și ale uraganului Irma în comunitățile de pe coasta Golfului și din Texas, și a scris editoriale despre bunătatea văzută la americanii care se ajută reciproc în timpul dezastrelor naturale.

### Alte activități
În 1982, Carter a fondat Centrul Carter⁠(d), o organizație non-guvernamentală și non-profit cu scopul de a promova drepturile omului și de a atenua suferința umană, inclusiv de a ajuta la îmbunătățirea calității vieții⁠(d) oamenilor din peste 80 de țări. Printre aceste eforturi s-au numărat contribuțiile Centrului Carter, alături de Organizația Mondială a Sănătății, la aducerea dracunculozei în pragul eradicării⁠(d). Incidența acestei boli a scăzut de la 3,5 milioane de cazuri la mijlocul anilor 1980, la 25 de cazuri în 2016, și la 10 în septembrie 2021, conform statisticilor Centrului Carter.
Carter a participat la dedicarea bibliotecii sale prezidențiale și la cele ale președinților Ronald Reagan, George HW Bush, Bill Clinton și George W. Bush. El a ținut discursuri funerare la înmormântările lui Coretta Scott King⁠(d), Gerald Ford, și Theodore Hesburgh⁠(d).
În 2007, Carter a fondat organizația New Baptist Covenant pentru dreptate socială.
În august 2019, Carter era președinte onorific al Proiectului World Justice și servise drept președinte al Comisiei pentru Continuitatea Guvernării. El a continuat să predea la școlile de duminică de la Biserica Baptistă Maranatha până inclusiv în 2019. Carter predă și la Universitatea Emory din Atlanta, iar în iunie 2019 primise titularizarea pentru 37 de ani de serviciu.

### Israel și Palestina
Palestine: Peace Not Apartheid, o carte Best Seller New York Times, scrisă de Carter și publicată în 2006, a generat controverse pentru caracterizarea politicilor Israelului în Cisiordania și Fâșia Gaza ocupate de Israel⁠(d) ca fiind echivalente cu apartheidul. Într-un interviu, Carter a definit apartheidul drept „separarea forțată a două popoare de pe același teritoriu, unul dintre grupuri dominând sau controlându-l pe celălalt”. În remarcile difuzate la radio, el a spus că politicile Israelului echivalează cu un apartheid mai rău decât cel din Africa de Sud:
| “ | When Israel does occupy this territory deep within the West Bank, and connects the 200-or-so settlements with each other, with a road, and then prohibits the Palestinians from using that road, or in many cases even crossing the road, this perpetrates even worse instances of apartness, or apartheid, than we witnessed even in South Africa. | ” |

Unii l-au acuzat pe Carter de antisemitism. El și-a apărat argumentele și a spus că „speranța este că această carte a mea va stimula cel puțin o dezbatere, care nu a existat în această țară. Nu a existat niciodată nicio dezbatere cât de cât semnificativă pe această problemă”. El și-a exprimat părerea că Israelul nu va avea pace până când nu va accepta să se retragă din teritoriile ocupate, adăugând că „cel mai mare angajament din viața mea a fost încercarea de a aduce pacea în Israel”. Comparațiile dintre Israel și apartheid au devenit mai larg acceptate abia la începutul anilor 2020, după ce Amnesty International, Human Rights Watch și alte grupuri palestiniene, israeliene și internaționale pentru drepturile omului au publicat rapoarte care caracterizează politicile Israelului drept apartheid.
În cartea sa din 2010, We Can Have Peace in the Holy Land, Carter identifică refuzul Israelului de a se retrage din teritorii și extinderea coloniilor israeliene⁠(d) drept principal obstacol în calea păcii în Orientul Mijlociu.

## Viața personală
Printre hobby-urile lui Carter se numără pictura, pescuitul cu undița⁠(d), prelucrarea lemnului, ciclismul, tenisul și schiul. De asemenea, este interesat de poezie, în special de lucrările lui Dylan Thomas⁠(d). În timpul unei vizite de stat în Regatul Unit în 1977, Carter a sugerat că Thomas ar trebui să aibă un memorial în Colțul poeților de la Westminster Abbey; aceasta s-a concretizat mai târziu în 1982.
Carter a fost prieten personal cu Elvis Presley, pe care el și Rosalynn l-au cunoscut pe 30 iunie 1973, înainte ca Presley să cânte pe scena din Atlanta. Ei au ținut legătura telefonic până cu două luni înainte de moartea subită a lui Presley, în august 1977. Carter și-a amintit mai târziu de un apel telefonic brusc primit în iunie 1977 de la Presley, care i-a cerut lui Carter o grațiere prezidențială, pentru a ajuta cazul penal al lui George Klein; la vremea respectivă, Klein era acuzat doar de fraudă prin corespondență, iar ulterior a fost găsit vinovat de conspirație. Potrivit lui Carter, Presley era aproape incoerent din cauza barbituricelor; deși a sunat din nou la Casa Albă de mai multe ori, aceasta a fost ultima dată când au vorbit. A doua zi după moartea lui Presley, Carter a emis o declarație în care a explicat cum acesta „a schimbat fața culturii populare americane”.
Carter a depus un raport atât la Biroul Internațional OZN, cât și la Comitetul Național de Investigații pentru Fenomenele Aeriene⁠(d), afirmând că a văzut un obiect zburător neidentificat⁠(d) în octombrie 1969.

### Convingeri
De mic, Carter a dat dovada unui angajament profund față de creștinismul evanghelic. În 1942, Carter a devenit diacon și a predat la școala de duminică la Maranatha Baptist Church din Plains, Georgia. La o slujbă de privată de inaugurare, predicator a fost Nelson Price, pastorul Bisericii Baptiste Roswell Street din Marietta, Georgia. Creștin evanghelic, Carter a făcut apel la alegători după scandalurile administrației Nixon și este creditat pentru popularizarea termenului „născut din nou” în lexicul american în timpul campaniei prezidențiale americane din 1976. Ca președinte, Carter se ruga de mai multe ori pe zi și a mărturisit că Isus este forța motrice din viața lui. A fost foarte influențat de o predică pe care a auzit-o în tinerețe și în care se punea întrebarea: „Dacă ai fi arestat pentru că ești creștin, ar exista suficiente dovezi pentru a te condamna?” În 2000, după ce Convenția Baptistă din Sud a anunțat că nu va mai permite femeilor să devină pastori, el a renunțat la calitatea de membru, spunând: „eu personal simt că femeile ar trebui să joace un rol absolut egal în slujirea lui Hristos în biserică”. A rămas membru al Cooperative Baptist Fellowship. Sprijinul lui Carter pentru amendamentul privind egalitatea în drepturi⁠(d) a determinat mulți conservatori evanghelici să părăsească Partidul Democrat, contribuind la dezvoltarea dreptei creștine în politica americană.

### Familie

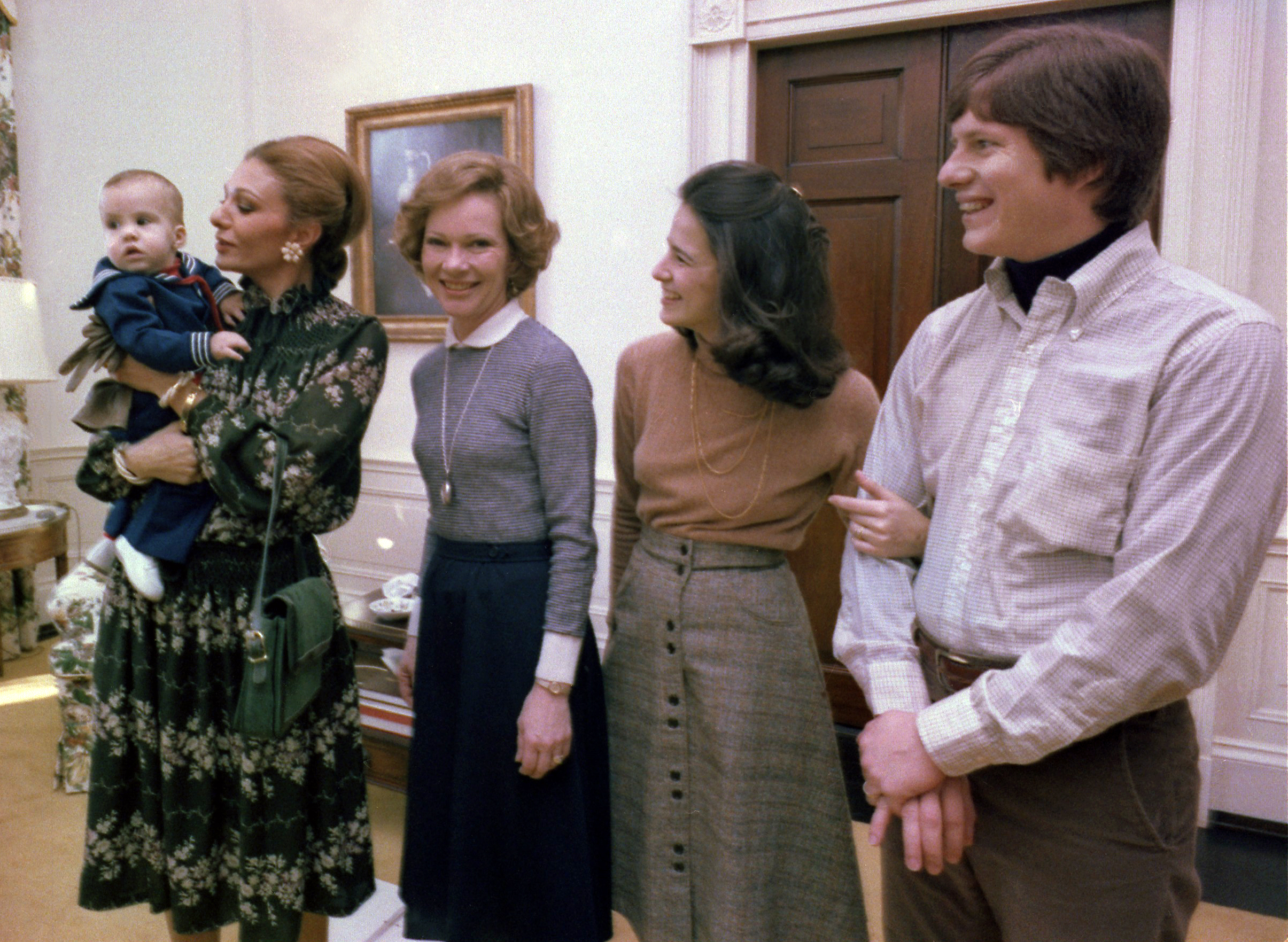
Farah Pahlavi, împărăteasa Iranului, îl ține în brațe pe Jimmy Carter IV în timp ce Rosalynn Carter, Caron Carter și Chip Carter privesc, ianuarie 1978.

Carter a avut trei frați mai mici, toți decedați de cancer pancreatic: surorile Gloria Spann (1926–1990) și Ruth Stapleton (1929–1983) și fratele Billy Carter⁠(d) (1937–1988). A fost văr primar al politicianului Hugh Carter⁠(d) și rudă îndepărtată a familiei de muzicieni Carter⁠(d). El este înrudit cu fondatorul Motown, Berry Gordy,⁠(d) prin străbunicul lor alb James Thomas Gordy, care avusese o relație cu o sclavă neagră pe care o deținea.
Carter s-a căsătorit cu Rosalynn Smith pe 7 iulie 1946, în Plains Methodist Church, biserica familiei lui Rosalynn. Au avut trei fii, Jack, James al III-lea și Donnel; o fiică, Amy; nouă nepoți (dintre care unul decedat), trei nepoate, cinci strănepoți și opt strănepoate. Mary Prince⁠(d) (o femeie afro-americană condamnată pe nedrept pentru crimă și ulterior grațiată) a fost bona fiicei lor, Amy, în cea mai mare parte a perioadei din 1971 până la încheierea președinției lui Jimmy Carter. Carter a cerut să fie desemnată ca ofițer de eliberare condiționată al acesteia, ajutând-o astfel să lucreze la Casa Albă.
Soții Carter și-au sărbătorit a 77-a aniversare a nunții pe 7 iulie 2023. Pe 19 noiembrie 2019, ei au devenit cuplul prezidențial cu cea mai lungă căsnicie, depășindu-i pe George și Barbara Bush cu 26.765 de zile. După moartea lui Rosalynn pe 19 noiembrie 2023, Carter a publicat următoarea declarație:
„Rosalynn mi-a fost parteneră egală în tot ce am realizat vreodată. Ea mi-a dat înțeleaptă îndrumare și încurajare când am avut nevoie. Cât timp a fost Rosalynn pe lume, am știut mereu că cineva mă iubește și mă susține.”
Fiul cel mare al familiei Carter, Jack Carter, a fost candidatul democrat în 2006 pentru Senatul SUA în Nevada și a pierdut în fața republicanului în funcție John Ensign⁠(d). Fiul lui Jack, Jason Carter,⁠(d) a fost senator al statului Georgia și, în 2014, a fost candidatul democrat la funcția de guvernator al Georgiei, pierzând în fața republicanului în funcție, Nathan Deal⁠(d). Pe 20 decembrie 2015, în timp ce preda o clasă de școală de duminică, Carter a anunțat că nepotul său, Jeremy Carter, în vârstă de 28 de ani, a murit din cauze nespecificate.

## Sănătatea și longevitatea

### Probleme de sănătate

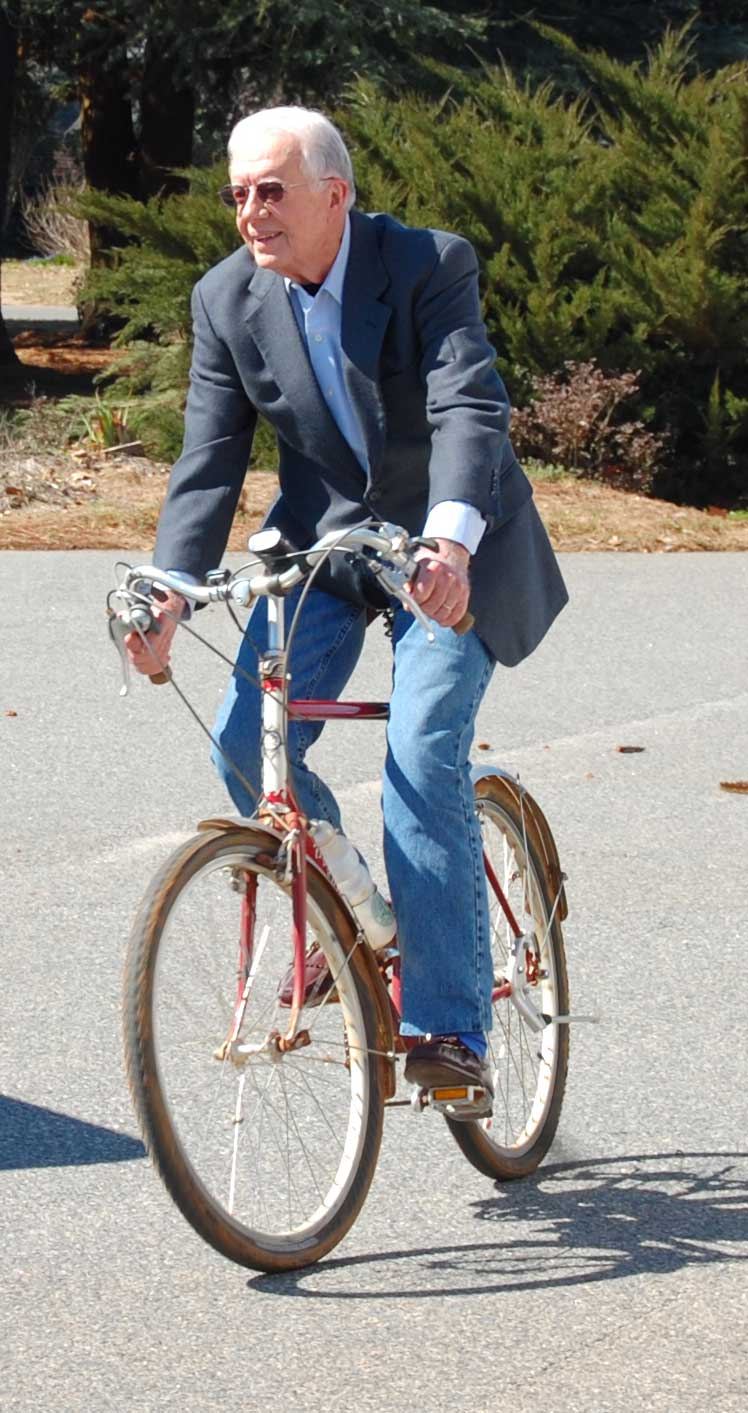
Carter în Plains, Georgia, 2008

Pe 3 august 2015, Carter a suferit o intervenție chirurgicală electivă⁠(d) pentru a elimina o masă mică de pe ficat, iar prognosticul său pentru o recuperare completă a fost inițial considerat excelent. Pe 12 august, el a anunțat că a fost diagnosticat cu un cancer care a metastazat, fără a preciza de unde provenea cancerul. Pe 20 august, Carter a dezvăluit că i s-a găsit melanom în creier și ficat și că a început tratamentul cu medicamentul de imunoterapie Pembrolizumab și că era pe cale să înceapă radioterapia. Asistența medicală a fost gestionată de Emory Healthcare⁠(d) din Atlanta. Istoricul său familial de cancer este unul extins, ambii părinți și toți cei trei frați ai săi suferind de cancer. Pe 5 decembrie, el a emis o declarație, anunțând că scanările sale medicale nu mai arătat niciun fel de cancer.
Carter și-a rupt șoldul când a căzut în casa sa din Plains pe 13 mai 2019 și a fost operat în aceeași zi la Centrul Medical Phoebe Sumter din Americus, Georgia. Pe 6 octombrie, o rană la frunte deasupra sprâncenei stângi, suferită de la o altă căzătură, a necesitat 14 puncte de sutură. O apariție publică ulterioară a dezvăluit că fostul președinte avea un ochi vânăt din cauza căzăturii. Pe 21 octombrie, Carter a fost internat la Centrul Medical Phoebe Sumter după ce a suferit o fractură minoră de pelvis la o nouă căzătură acasă, a treia oară în 2019. El a putut să-și reia activitatea de predare la școala de duminică de la Biserica Baptistă Maranatha pe 3 noiembrie.
Pe 11 noiembrie 2019, Carter a fost internat la Spitalul Universitar Emory din Atlanta pentru o procedură de reducere a presiunii asupra creierului cauzată de sângerarea asociată căderilor sale. Operația a avut succes și a fost externat din spital pe 27 noiembrie. Pe 2 decembrie 2019, Carter a fost reinternat în spital pentru o infecție a tractului urinar și a fost externat pe 4 decembrie.
Pe 18 februarie 2023, Centrul Carter a anunțat că, în urma unei „seri de spitalizări de scurtă durată”, Carter a decis să „își petreacă timpul rămas acasă cu familia sa” în Plains pentru a „primi îngrijiri medicale în loc de intervenții medicale suplimentare” pentru o boală terminală⁠(d) nedezvăluită. Carter i-a cerut președintelui Biden să-i țină discursul funerar.

### Longevitatea
La 100 de ani, Carter este cel mai longeviv fost președinte american. De la moartea lui Gerald Ford în 2006, el a rămas fostul președinte cu președinția cea mai veche. În 2012, l-a depășit pe Herbert Hoover drept cel mai longeviv președinte pensionat. Pe 20 ianuarie 2017 și 20 ianuarie 2021, Carter a devenit primul președinte care a trăit până la împlinirea a 40 de ani de la inaugurare și, respectiv, post-președinție. În 2017, Carter, pe atunci în vârstă de 92 de ani, a devenit cel mai vârstnic fost președinte care a participat vreodată la o inaugurare prezidențială americană. Pe 22 martie 2019, a devenit cel mai longeviv președinte al națiunii, când a depășit durata de viață a lui George HW Bush, care murise la vârsta de 94 ani și 171 zile, în noiembrie 2018.
Carter s-a internat într-un centru de îngrijiri paleative cu câteva luni înainte de a sărbători acasă cea de-a 99-a zi de naștere. El a remarcat că i-a fost greu să ajungă nonagenar, spunând într-un interviu din 2019 acordat revistei People că nu se așteptase niciodată să trăiască atât de mult cât a trăit și că secretul său pentru o viață lungă este o căsnicie bună. Carter a făcut aranjamente pentru a fi înmormântat în fața casei sale din 209 Woodland Drive din Plains. El a menționat în 2006 că era planificată și o înmormântare la Washington, DC, cu vizitare la Centrul Carter.

### Decesul

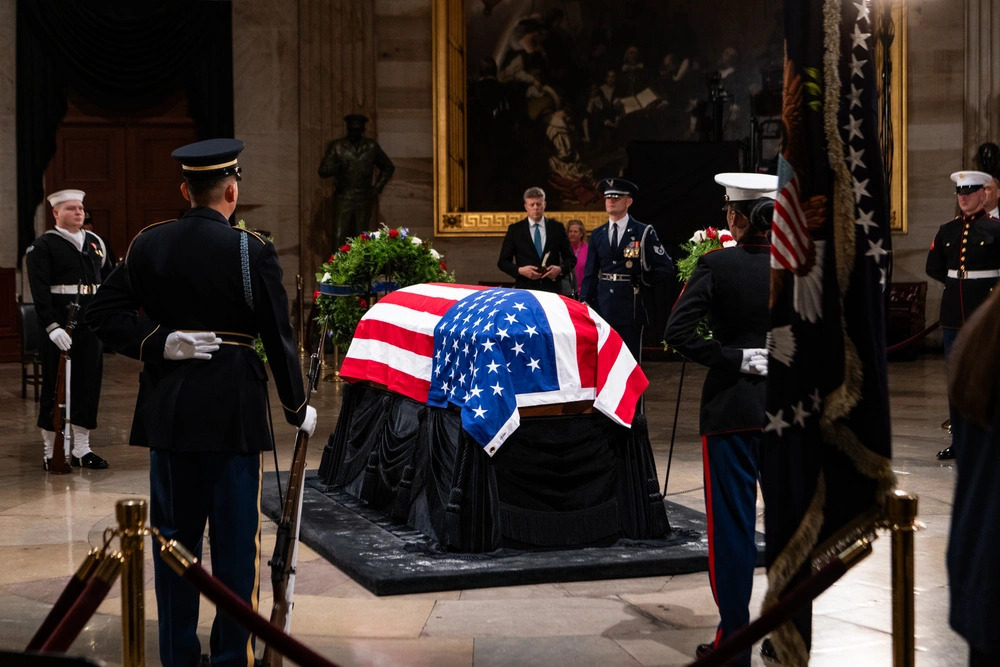
Sicriul lui Carter depus în

În februarie 2023, a angajat un serviciu de îngrijiri paliative⁠(d) la domiciliu. A murit la casa lui din Plains, Georgia, pe 29 decembrie 2024, la 100 de ani.
La scurt timp după anunțul decesului, președintele Joe Biden a făcut o declarație în care onorează moștenirea lăsată de Jimmy Carter, caracterizându-l ca „un om cu principii, credință și smerenie”. S-au organizat funeralii naționale⁠(d), iar 9 ianuarie 2025 a fost declarată zi de doliu național. Toți cei cinci președinți ai SUA în viață—Bill Clinton, George W. Bush, Barack Obama, Donald Trump, precum și Joe Biden care era în funcție—au participat la înmormântarea lui Carter.

## Moștenirea

### Opinia publică
În sondajele la ieșirea de la urne de la alegerile prezidențiale din 1976, mulți alegători încă susțineau grațierea lui Nixon de către Ford. Prin comparație, Carter era privit ca un sudist sincer, onest și bine intenționat. Cu toate acestea, la alegerile din 1980, Reagan a proiectat o facilă încredere în sine, în contrast cu temperamentul serios și introspectiv al lui Carter. Carter a fost ilustrat drept pesimist și nehotărât în comparație cu Reagan, care era cunoscut pentru șarmul său și pentru delegarea de sarcini subordonaților. Reagan s-a folosit de problemele economice, criza ostaticilor din Iran și lipsa cooperării Washingtonului pentru a-l prezenta pe Carter drept un lider slab și ineficient. Carter a fost primul președinte ales în exercițiu de la Herbert Hoover în 1932⁠(d) care a pierdut realegerea. Carter și-a început președinția cu o cotă de aprobare de 66 la sută, care a scăzut la 34 la sută la momentul plecării din funcție, cu 55 la sută dezaprobare.
Președinția lui Carter a fost inițial privită de unii specialiști ca un eșec. În clasamentul istoric al președinților americani, președinția lui Carter a variat de la locul 18 la locul 34. Documentarul Back Door Channels: The Price of Peace⁠(d) (2009) creditează eforturile lui Carter de la Camp David, care a adus pacea între Israel și Egipt, drept singura pace semnificativă și de durată în Orientul Mijlociu. Activitățile sale postprezidențiale au fost primite favorabil. The Independent scria: „Carter este considerat în general mai bun ca om decât ca președinte”. Deși președinția sa a adus și critici și laude, eforturile sale de menținere a păcii⁠(d) și umanitare de când și-a părăsit mandatul l-au făcut pe Carter să fie renumit ca unul dintre cei mai de succes foști președinți din istoria Americii.

### Distincții și onoruri
Carter a primit Premiul Placa de Aur al Academiei Americane a Realizărilor⁠(d) în 1984. Biblioteca și Muzeul Jimmy Carter⁠(d) s-au deschis în 1986. În anul următor, Parcul Istoric Național Jimmy Carter⁠(d) a fost înființat ca sit istoric național⁠(d) și în 2021, a fost redenumit drept parc istoric național. În 1991, Carter a fost numit membru de onoare al Phi Beta Kappa la Universitatea de Stat din Kansas și a fost ales în Societatea Filozofică Americană. În 1998, Marina SUA a numit al treilea și ultimul submarin din clasa Seawolf⁠(d), în cinstea lui Carter și a serviciului său ca ofițer submarinar.
Carter a primit Premiul Națiunilor Unite pentru Drepturile Omului⁠(d), acordat în onoarea realizărilor în domeniul drepturilor omului, și medalia Hoover⁠(d), care recunoaște inginerii care au contribuit la cauze globale. Premiul Nobel pentru Pace din 2002 acordat lui Carter a fost parțial un răspuns la amenințările de război ale președintelui George W. Bush împotriva Irakului și la criticile lui Carter la adresa administrației Bush. În 2009, aeroportul Souther Field din Americus, Georgia, a fost redenumit Aeroportul regional Jimmy Carter.
Carter a fost nominalizat de nouă ori la premiul Grammy pentru cel mai bun album vorbit⁠(d) pentru înregistrările audio ale cărților sale și l-a câștigat de trei ori – pentru Our Endangered Values: America's Moral Crisis (2007), A Full Life: Reflections at 90 (2016) și Faith: A Journey For All (2018).
Pe 21 februarie 2024, Asociația Istorică a Casei Albe și-a dezvelit ornamentul său oficial de Crăciun pe anul 2024, în onoarea serviciului naval și eforturilor lui Carter pentru pace. Aceasta a fost prima dată când un președinte astfel onorat era încă în viață la momentul dezvelirii.